# Economía de la República Popular China
La economía de la República Popular China, más conocida simplemente como China, es la segunda economía más grande del mundo en términos de producto interior bruto nominal y la mayor economía del mundo en paridad de poder adquisitivo, según el Fondo Monetario Internacional. Su PIB nominal, estimado en 18,4 billones de dólares (2021) representa alrededor del 18% de PIB mundial. El PIB en paridad por poder adquisitivo representa casi el 19% del PIB PPA global. Es el país de más rápido crecimiento económico en el mundo desde la década de 1980, con un promedio de crecimiento anual de casi el 10% en los últimos 38 años. Según datos oficiales del Buró Nacional de Estadísticas, la economía del país creció un 9,2% en 2021 debido al efecto rebote en la economía causado por la pandemia de COVID-19. 
China es el centro mundial para la fabricación de todo tipo de productos y la indiscutible mayor potencia industrial y exportadora de bienes a nivel mundial. China es el segundo país más poblado del mundo (históricamente el primero hasta 2023) y con una mayor tasa de crecimiento en consumo, además del segundo mayor importador de mercancías.
China tiene una economía ligada a los mercados internacionales tanto industriales como financieros, según la Federación de Industria y Comercio de China el PIB está producido en más del 60% por empresas del sector privado, las estimaciones de otros académicos tanto chinos como extranjeros calculan que la aportación del sector privado al PIB chino está entre el 70% y el 80%. Además los recursos son asignados y los precios determinados en su mayoría por mecanismos de mercado. Las empresas privadas, además, representan el 90% del total de empresas del país. El estado chino a su vez controla y monopoliza sus sectores estratégicos y mantiene una notable regulación económica, siendo las empresas más grandes de China mayoritariamente estatales; a esta forma de economía el gobierno chino la denomina «economía de mercado socialista» o «socialismo con características chinas». China es el país con mayor volumen de comercio y juega un papel determinante en el comercio internacional. En las últimas décadas ha ido ingresando en organizaciones y tratados comerciales. Por ejemplo, el país entró en la Organización Mundial del Comercio en el año 2001 y en la Asociación de Naciones del Sudeste Asiático en el 2010. China también tiene acuerdos de libre comercio bilaterales con varios países, como Suiza o Pakistán.
China ocupa el puesto 60.º en ingreso de alimentos per cápita nominal y el 71.º en PIB PPA, según datos de 2021 del FMI. Las provincias costeras tienden a estar más desarrolladas e industrializadas, mientras que las regiones del interior del país son más rurales y poseen un menor desarrollo. El Presidente de China, Xi Jinping, proclamó en el año 2013 el Sueño Chino y fijó como meta a corto plazo lograr que en el año 2021, la sociedad china viva al menos modestamente acomodada, y como meta a largo plazo que China se convierta en un país completamente desarrollado para el año 2049. Ambas fechas tienen una importante carga simbólica, pues en 2021 fue el 100.º aniversario de la fundación del Partido Comunista de China y en 2049 será el centenario de la fundación de la República Popular China. En 2018, Oficina de Reducción de la Pobreza y Desarrollo del Consejo de Estado a través del Ministerio de Comercio anunció que habían sacado de la pobreza a 68 millones de personas en los últimos cinco años, o lo que es lo mismo, una reducción anual de al menos 13 millones. El gobierno se marcó como objetivo eliminar la pobreza absoluta para finales de 2020.
Desde 1980, China ha ido estableciendo zonas económicas especiales, donde establece economías basadas en experiencias exitosas en distintas áreas. El gran desarrollo en infraestructuras del país quedó documentado en un informe de KPMG de 2009.
Por otro lado, China ha sido criticada por los medios de comunicación de Occidente por practicar comercio desleal, incluida la devaluación artificial del yuan, espionaje industrial y robo de propiedad intelectual, proteccionismo y favoritismos locales.

## Historia
En 1949 China era un país rural con un desarrollo industrial muy deficiente. La agricultura era de carácter intensivo, con una tasa de inversión muy baja, la ausencia de una política hidrológica, provocaba grandes fluctuaciones entre los años secos y lluviosos, lo que producía grandes desequilibrios en los mercados, acentuados por una mala red de transportes. Según estimaciones de la ONU, en 1947 la renta per cápita china era de 40 dólares al año, la mitad de la renta India y muy por debajo del promedio mundial, fijado en torno a los 250 dólares.
Durante la inauguración formal de la República Popular China en octubre de 1949, la Conferencia Consultiva Política del Pueblo Chino firmó la directiva conocida como el Programa Común, el cual describía las acciones necesarias que el naciente gobierno realizaría para tomar control de su economía. Una de las primeras acciones sería administrativa: se prohibió la circulación de oro, plata y monedas extranjeras y se arrestó a 200 especuladores.
En el aspecto monetario, la política fue centralizar el control de la nueva moneda, el renminbi (RMB o yuan) en el Banco Popular de China establecido como el banco central en 1948. Todas las oficinas de gobierno, unidades militares y  empresas fueron requeridas a depositar sus valores en el banco central, minimizando así los depósitos a bancos privados. Como parte de los esfuerzos del naciente gobierno, se les pagaba a los empleados del estado con bienes de subsistencia y solo un pequeño suplemento en dinero. 
En las ciudades más grandes, se establecieron compañías estatales de comercio que compraban el suministro de comida, algodón y otros materiales. El estado pronto se convirtió en el proveedor principal de los productos en el presupuesto de la persona promedio. Una ventaja de esto era que las reservas de los productos podían ser introducidas al mercado en momentos vitales para romper la subida de precios causadas por especulación.  Luego, el estado ganaría control sobre las industrias textil y de procesamiento de alimentos acordando suministrarles de materiales primarios y comprar sus productos a precios fijos. 
Como resultado de estas políticas económicas, la inflación fue parada en marzo de 1950  a pesar de las extendidas bancarrotas en empresas privadas y un declive en la producción.
A partir del final de la guerra se extendió a todo el país, la reforma agrícola iniciada durante el conflicto, ésta consistió en una primera fase, en la confiscación de las tierras de los terratenientes para su redistribución entre los pequeños agricultores y los asalariados agrícolas. Posteriormente se pasó a un proceso de cooperativización y colectivización. La coincidencia de este proceso junto a algunos fenómenos climatológicos adversos provocaron entre 1959 y 1961, una bajada de la producción agrícola y unas fuertes hambrunas.

### La primera industrialización
Tras el final de la guerra se nacionalizaron las principales industrias, la banca y el comercio al por mayor. Permaneció en manos privadas, aunque muy controladas, la pequeña y mediana industria. En 1953 se aprobó el primer plan quinquenal, siguiendo el modelo soviético, su objetivo era la construcción de 694 centros fabriles. Los resultados permitieron incrementar la producción y formar un gran número de técnicos. A partir de 1957 el gobierno chino se fue separando de las directrices soviéticas que coincidió en el tiempo con una fase denominada de las cien flores que supuso un periodo de apertura hacia la crítica.
A partir de 1958, con el segundo plan quinquenal, se inició el conocido como "Gran Salto Adelante", conjunto de medidas tendentes a forzar el crecimiento económico, que pretendía ser una vía más rápida de incrementar la producción. En la agricultura supuso la colectivización de las explotaciones agrícolas y en la industria la combinación de grandes inversiones siguiendo el modelo soviético con otras industrias de menor tamaño, en las que se trataba de implicar a todo el país. El plan obtuvo inicialmente resultados cuantitativos significativos, consiguiendo duplicar en un año la producción de hierro y acero. En la agricultura, el enorme tamaño de las comunas establecidas unido a los desastres naturales, sequía e inundaciones, que afectaron a China, provocaron una bajada de la producción y una gran hambruna.
En 1961 se inicia una fase de depresión en el que se deshacen las grandes comunas agrícolas, faltas de eficiencia.[cita requerida] También se produce en este año la ruptura con la Unión Soviética y se cancelan todos los proyectos iniciados con su cooperación y se reducen las ambiciosas metas de crecimiento que se habían demostrado inútiles; surge entonces un programa de reformas económicas llamado "Socialismo con características chinas" en la República Popular China (PRC), que se inició en diciembre de 1978 por los reformistas dentro del Partido Comunista de China (CPC) dirigidos por Deng Xiaoping. La meta de la reforma económica china era transformar la economía planificada para generar un fuerte crecimiento económico e incrementar el bienestar de los ciudadanos chinos. La primera fase, a finales de los 70 y principios de los 80, involucraba la descolectivización de la agricultura, la apertura del país a la inversión extranjera y el permiso a emprendedores de iniciar empresas. La segunda fase de la reforma, a finales de los 80 y 90, involucraba la industria pesada aunque los monopolios públicos en sectores como la banca y el petróleo permanecieron. El sector privado creció notablemente, reflejando casi el 70% del PIB de China para 2005, De 1978 a 2010, sucedió un crecimiento sin precedentes, con el aumento de la economía en 9,5% anual.

## Principales actores de la economía china

### Empresas públicas

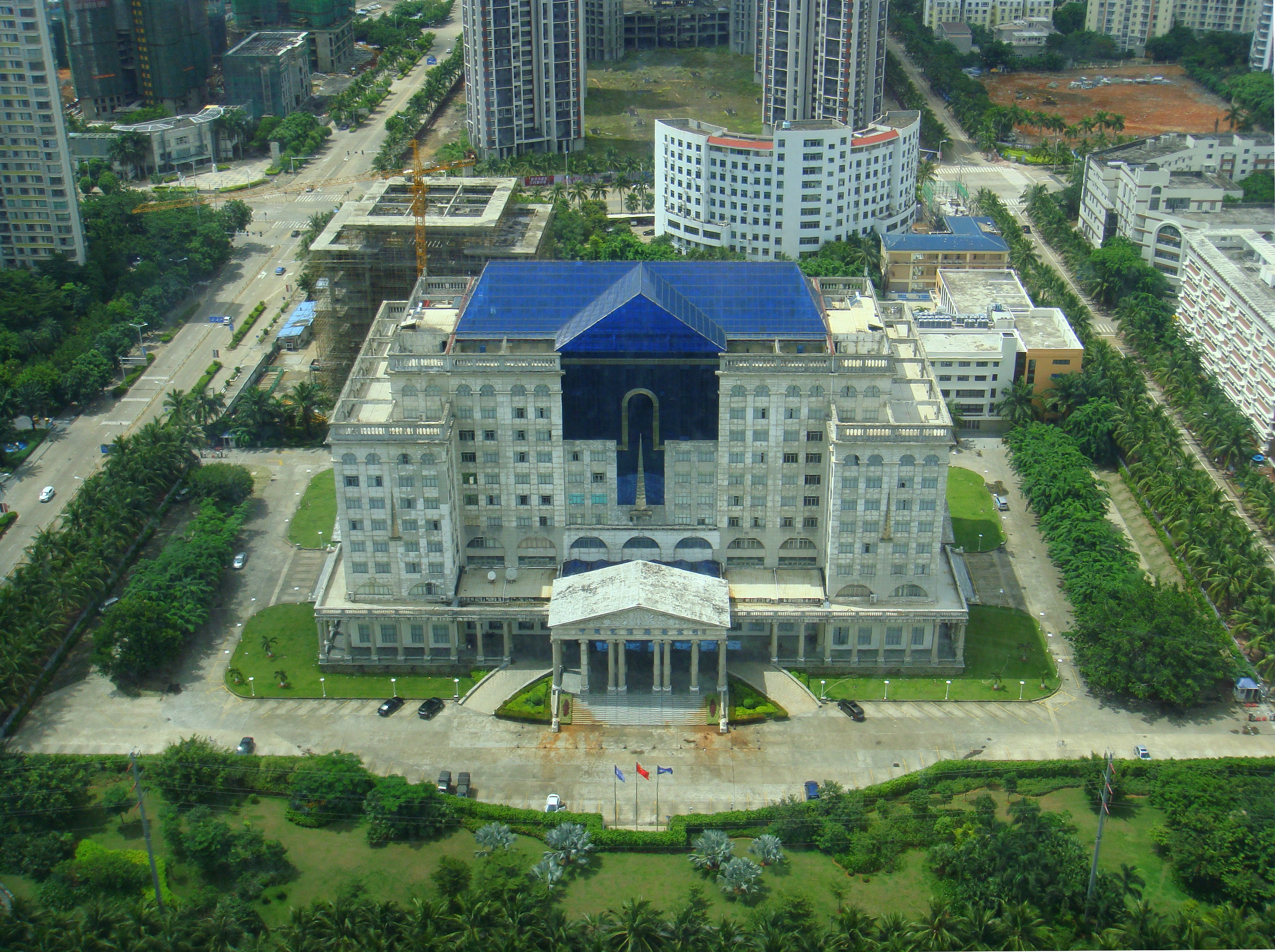
Edificio de China Telecom

Cuando se introdujeron las reformas a fines de la década de 1970, China era un país en vías de desarrollo que luchaba por alimentar a su vasta población de casi mil millones. Por lo tanto, la reforma se enfrentó al doble desafío de proporcionar incentivos económicos racionales al tiempo que sostenía una red de seguridad social básica para superar los temores del cambio. Este es un enfoque en el que los derechos existentes se "protegen" para reducir la resistencia a la reforma, al tiempo que se crean fuertes incentivos para la creación de riqueza. Esta fue la filosofía de la "reforma de doble vía", también conocida como "la reforma sin perdedores".
La reforma de la doble vía se introdujo por primera vez en el sector agrícola, que sirvió como modelo para las reformas en otros sectores. En este enfoque, la primera vía (la red de seguridad social) eran las cuotas de producción obligatorias existentes a precios fijos bajos; mientras que la segunda vía era toda nueva producción a precios de mercado (mucho más altos). Esta reforma, combinada con la concesión de "derechos de propiedad casi privados" creó tasas de ganancia marginal del 100% para cualquier nueva producción, y tuvo tanto éxito que el "Plan" fue abandonado en la década de 1980 y las dos vías se unificaron en 1992.
En este nuevo sistema económico, las empresas públicas o danwei están luchando por encontrar su lugar y se enfrentan cada vez a más dificultades. Sus pérdidas alcanzaron un máximo de 102.600 millones de yuanes (12.750 millones de dólares) en 2005, un aumento del 56,7 por ciento anual, según cifras de la Oficina Estatal de Estadísticas (BES). En los dos primeros meses de 2006, las pérdidas de las empresas estatales o controladas por el estado alcanzaron los 26.200 millones de yuanes, o 3.250 millones de dólares estadounidenses. El aumento de los costos de producción, un sistema de fijación de precios ineficiente, exceso de capacidad y deficiencias tecnológicas significativas fueron en la década pasada las principales causas de esta situación, de acuerdo con Jiang Yuan, miembro de la Oficina Estatal de Estadísticas. El rápido crecimiento del sector privado ha desplazado la importancia de los activos de las empresas públicas de casi el 99% a fines de la década de 1970 al 25,2% en 2013, particularmente porque sus resultados se han mantenido muy por debajo de las compañías privadas.
En 2016, el FMI alertó a las autoridades chinas sobre el endeudamiento excesivo de las empresas del país, especialmente las empresas públicas: mientras que la deuda estatal y de los hogares sigue siendo razonable (40% del PIB cada una), las empresas alcanzan el 145% del PIB; sin embargo, solo las empresas estatales representan el 55% de la deuda corporativa total, mientras que su participación en la producción total en el país es solo del 22%.

### Empresas extranjeras

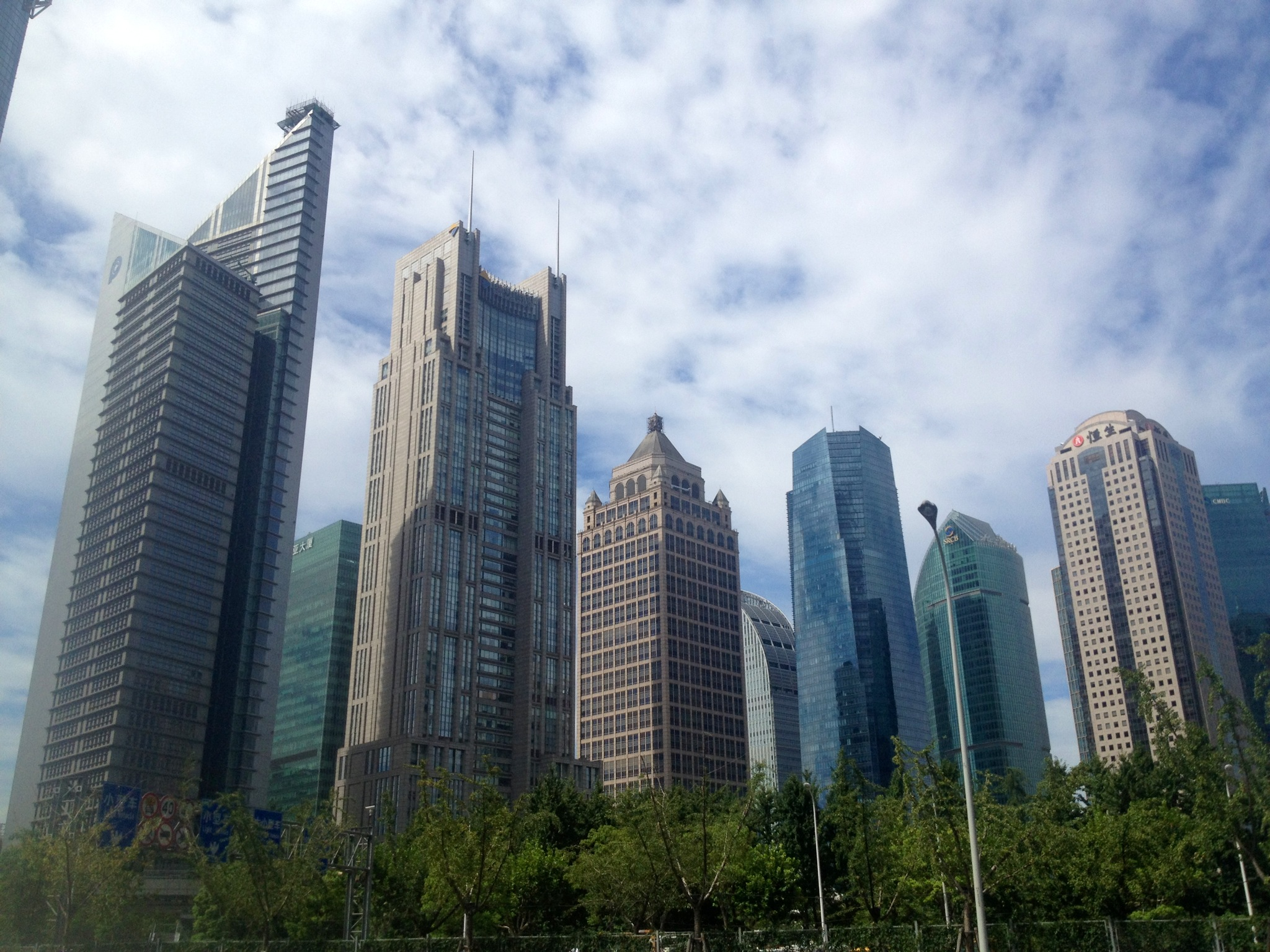
Nueva área de Pudong

La presencia de empresas extranjeras en suelo chino es en gran parte responsable de la fuerte aceleración del crecimiento de las exportaciones. El establecimiento del "socialismo de mercado" ha implantado muchas fábricas en China, lo que convirtió al país en el "Taller del Mundo", debido al dumping social de sus fábricas. Han atraído mano de obra calificada a las áreas costeras donde se han establecido la mayoría de las industrias. Solo el 41% de las exportaciones provienen de empresas totalmente chinas. En 2006, el 39% de las exportaciones de China proviene de compañías cuyo capital es 100% extranjero y el 20% es el resultado de la asociación entre compañías extranjeras y compañías locales. La China continental mantiene su atractivo para las empresas que demandan mano de obra barata, no sindicalizada y dócil. La falta de organización de los trabajadores chinos representa un beneficio sustancial para los empresarios, que encuentran allí una flexibilidad de empleo imposible de implementar en las democracias liberales[cita requerida].
Dicho esto, el impacto de las empresas extranjeras va más allá de su papel como exportadores y empleadores de trabajadores domésticos baratos. De hecho, las compañías extranjeras están creando enormes sinergias al establecer estándares visibles en términos de prácticas de gestión, control de calidad y métodos de capacitación, que las empresas nacionales han sido rápidas de emular. Entonces, cuando las compañías extranjeras regresaron a China en la década de 1980, prácticamente todos los técnicos y gerentes, así como las piezas de repuesto, fueron importadas. Pero, con el tiempo, las empresas y el personal doméstico rápidamente comenzaron a cumplir estos roles, impulsados por un sistema educativo que proporciona 2 millones de graduados en ciencias e ingeniería al año y la atracción de más de 100 parques científicos 2014. De hecho, el mercado chino se ha vuelto demasiado grande para ignorarlo, con la presencia de 200 compañías Fortune 500, además de ser la sede de estas 52 compañías en Beijing en 2014.

## Medio ambiente

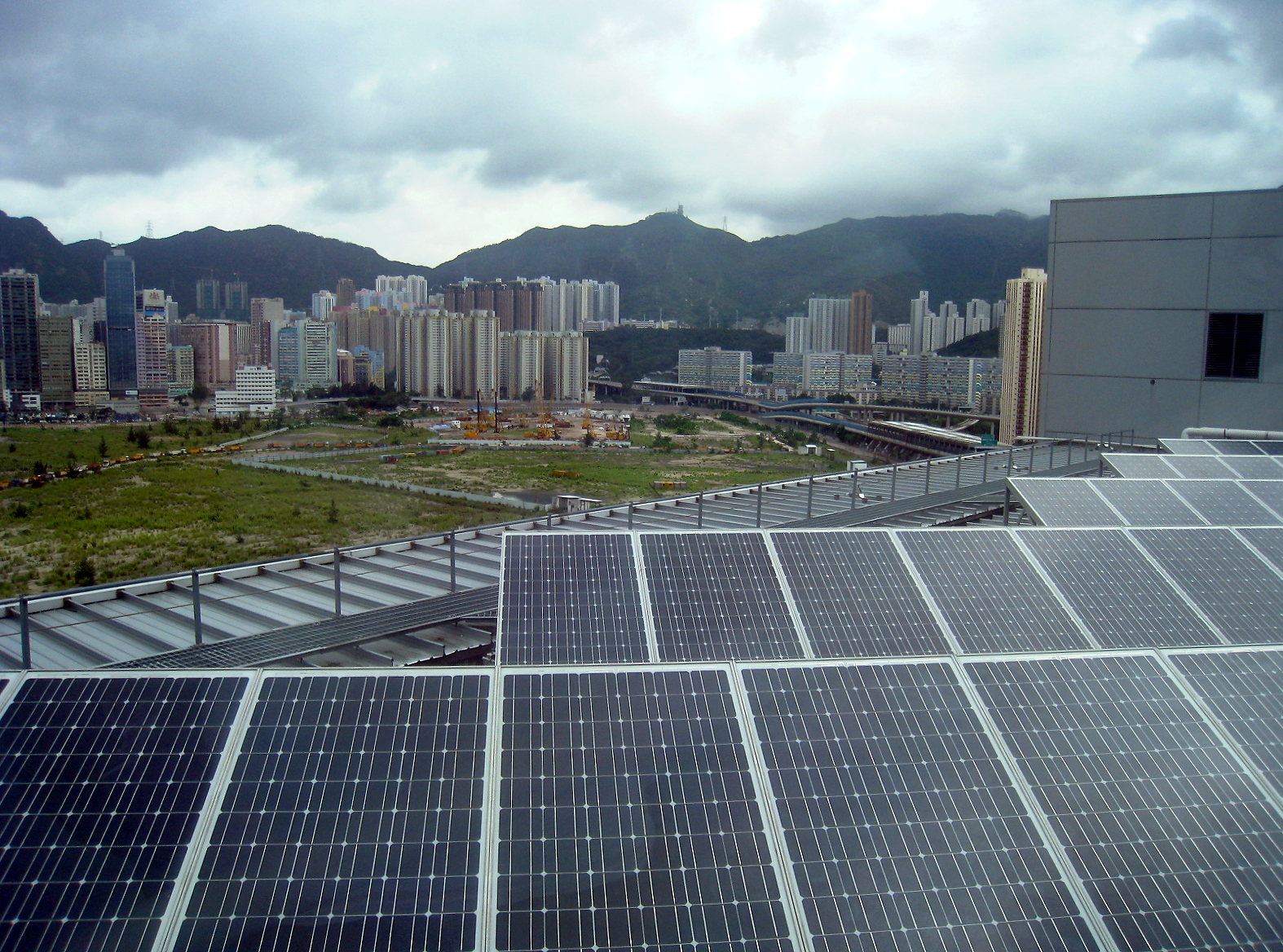
Instalación fotovoltaica en la azotea de un edificio en Hong Kong.

China superó en 2006 a Estados Unidos en emisiones de gases de efecto invernadero a la atmósfera.  En el año 2012, sus emisiones eran ya casi el doble que las de EE. UU. Al contrario que el resto de países industrializados, China obtiene la mayor parte de su energía del carbón, mineral que incrementó su peso en la producción entre 1970 y 2010, un hecho sin precedentes. Para remediar esto, el gobierno comenzó a invertir en nuevos proyectos para el aprovechamiento de la energía de fuentes renovables, como la energía hidroeléctrica, la energía eólica, la energía solar, la energía geotérmica, la biomasa y los biocombustibles.
De hecho, China es uno de los países donde la energía eólica y solar ha experimentado un crecimiento más vertiginoso y, en pocos años, se ha convertido en el país con mayor potencia instalada de ambas tecnologías.
El país tiene además el reto de alimentar a su población, que equivale a uno de cada cinco seres humanos, con sólo un 7% de su superficie en condiciones de ser empleada para la agricultura. Debido en parte a la meta gubernamental de reubicar a 400 millones de chinos hacia las ciudades en los próximos 25 años, dicha superficie cultivable disminuye al ritmo de 2 millones de hectáreas al año. Por ello desde la década de 2000, China ha estado comprando vastas extensiones de terreno en África —al igual que están haciendo multinacionales occidentales—, América del Sur o países europeos, destacando el caso de Ucrania, que dio a China 3 millones de hectáreas —un 5% de la superficie del país— para su explotación por varios miles de millones de dólares; las tierras agrícolas ucranianas (Chernozem) son de las más fértiles del mundo.[cita requerida]

En los últimos años, el gobierno, ante la presión social, ha puesto más énfasis en atajar el problema de la polución, intentado conciliar el crecimiento económico con el control de las emisiones de gases de efecto invernadero. Hasta 2010, más de 1000 plantas energéticas consideradas ineficientes fueron cerradas. A mediados de 2014, China firmó con Estados Unidos una serie de acuerdos para la reducción de emisiones de las dos principales potencias. Los acuerdos contemplaban que para 2025, Estados Unidos redujera sus emisiones entre un 26 y un 28% respecto a niveles de 2005, mientras que China aumentaría las suyas hasta 2030, momento en él que empezaría a reducirlas.

## Comercio exterior

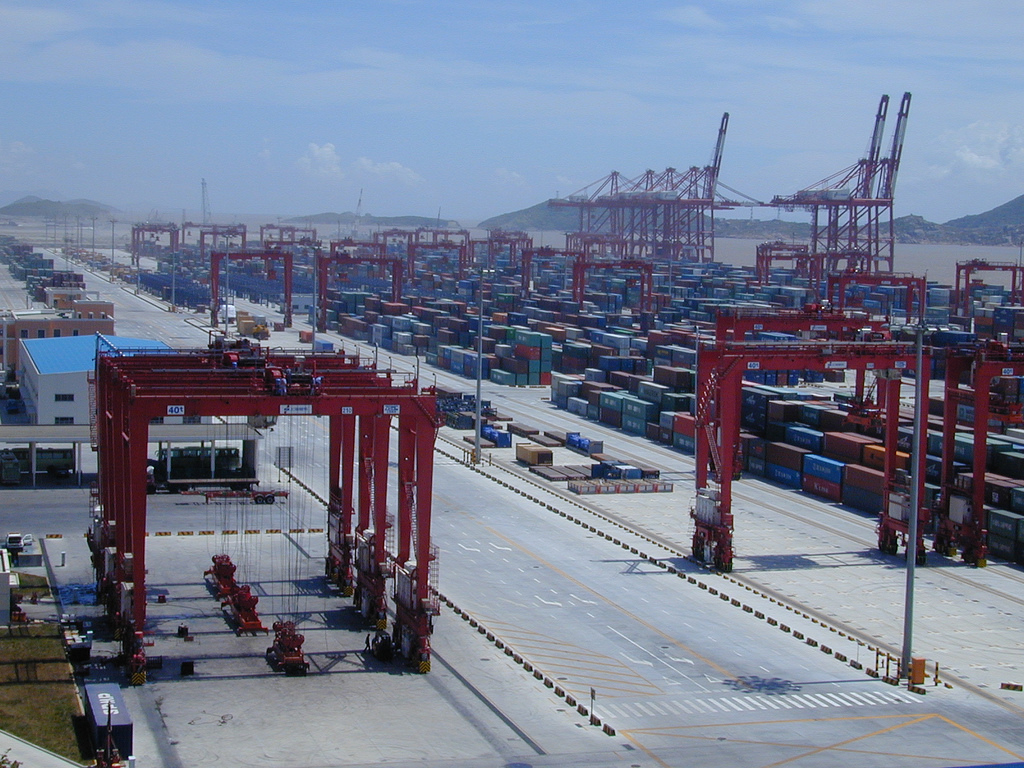
Zona portuaria de aguas profundas de Yangshan, puerto de Shanghai.

En 2020, el país era el mayor exportador del mundo (2,49 billones de dólares, o el 13,3% del total mundial). En la suma de bienes y servicios exportados, alcanza los US $ 2,64 billones, pasando por poco de Estados Unidos, que exportó US $ 2,49 billones.  En importaciones, en 2019, fue el segundo mayor importador del mundo: US $ 2,06 billones.

## Sector primario

### Agricultura y ganadería
En 2018, China:

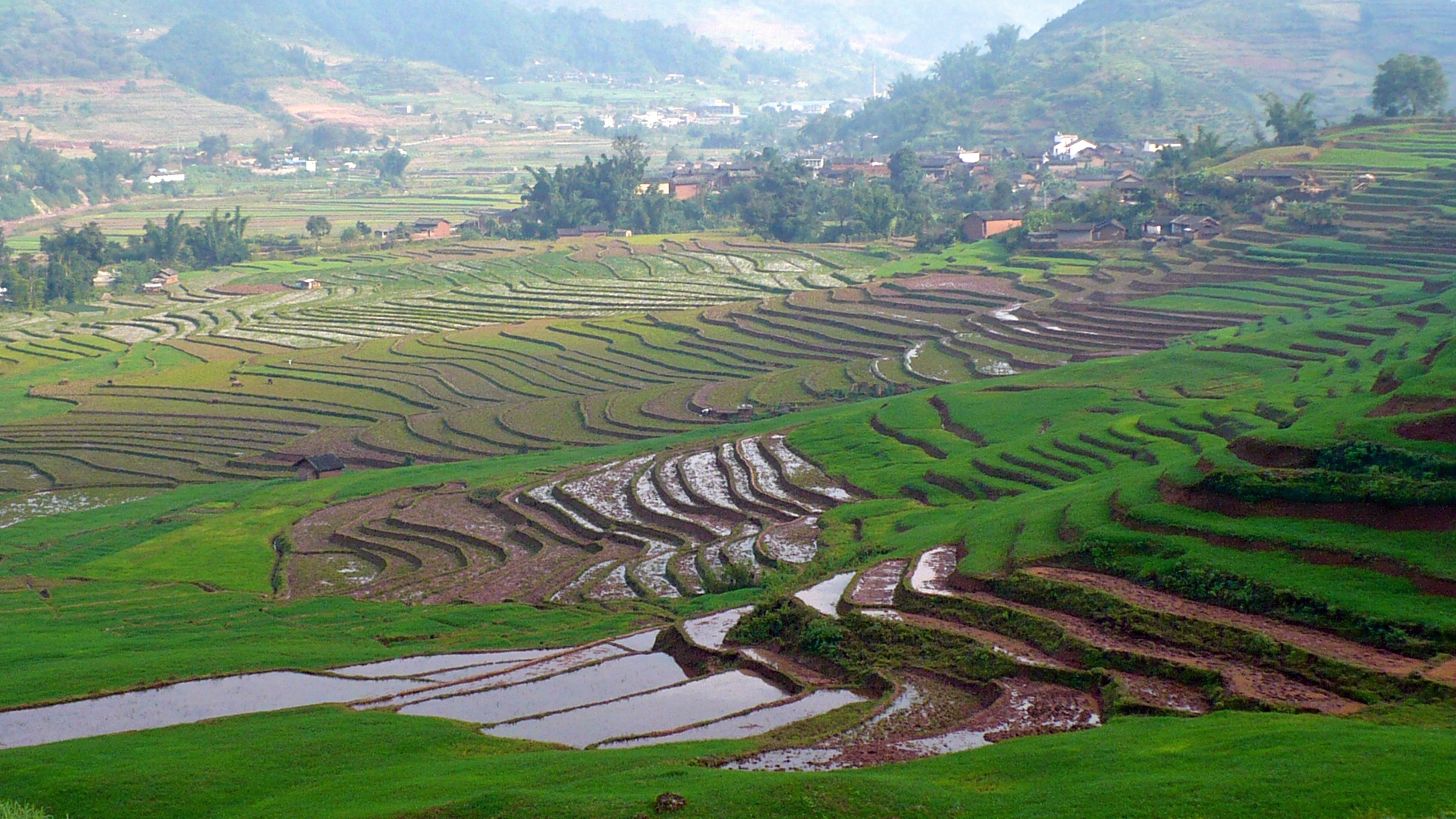
Bancales o cultivos en terraza en Yunnan

- Fue el segundo productor mundial de maíz (257,1 millones de toneladas), solo superado por EE. UU.
- Fue el mayor productor mundial de arroz (212,1 millones de toneladas);
- Fue el mayor productor mundial de trigo (131,4 millones de toneladas);
- Fue el tercer productor mundial de caña de azúcar (108 millones de toneladas), solo superado por Brasil e India;
- Fue el mayor productor mundial de patatas (90,2 millones de toneladas);
- Fue el mayor productor mundial de sandía (62,8 millones de toneladas);
- Fue el mayor productor mundial de tomates (61,5 millones de toneladas);
- Fue el mayor productor mundial de pepino / encurtidos (56,2 millones de toneladas);
- Fue el mayor productor mundial de batata (53,0 millones de toneladas);
- Fue el mayor productor mundial de manzana (39,2 millones de toneladas);
- Fue el mayor productor mundial de berenjena (34,1 millones de toneladas);
- Fue el mayor productor mundial de repollo (33,1 millones de toneladas);
- Fue el mayor productor mundial de cebolla (24,7 millones de toneladas);
- Fue el mayor productor mundial de espinacas (23,8 millones de toneladas);
- Fue el mayor productor mundial de ajo (22,2 millones de toneladas);
- Fue el mayor productor mundial de ejote (19,9 millones de toneladas);
- Fue el mayor productor mundial de mandarina (19,0 millones de toneladas);
- Fue el mayor productor mundial de zanahorias (17,9 millones de toneladas);
- Fue el tercer productor mundial de algodón (17,7 millones de toneladas), solo superado por la India y los Estados Unidos;
- Fue el mayor productor mundial de maní (17,3 millones de toneladas);
- Fue el mayor productor mundial de pera (16,0 millones de toneladas);
- Fue el cuarto productor mundial de soja (14,1 millones de toneladas), perdiendo frente a Estados Unidos, Brasil y Argentina;
- Fue el mayor productor mundial de uva (13,3 millones de toneladas);
- Fue el segundo productor mundial de colza (13,2 millones de toneladas), solo superado por Canadá;
- Fue el mayor productor mundial de arveja (12,9 millones de toneladas);
- Fue el mayor productor mundial de melón (12,7 millones de toneladas);
- Fue el octavo productor mundial de remolacha azucarera (12 millones de toneladas), que se utiliza para producir azúcar y etanol;
- Fue el segundo productor mundial de banano (11,2 millones de toneladas), superado sólo por la India;
- Fue el mayor productor mundial de coliflor y brócoli (10,6 millones de toneladas);
- Fue el segundo productor mundial de naranja (9,1 millones de toneladas), solo superado por Brasil;
- Fue el mayor productor mundial de calabaza (8,1 millones de toneladas);
- Fue el mayor productor mundial de espárragos (7,9 millones de toneladas);
- Fue el mayor productor mundial de ciruela (6,7 millones de toneladas);
- Fue el mayor productor mundial de hongos y trufas (6,6 millones de toneladas);
- Fue el mayor productor mundial de pomelo (4,9 millones de toneladas);
- Fue el decimoquinto productor mundial de mandioca (4,9 millones de toneladas);
- Fue el segundo productor mundial de mango (incluido mangostán y guayaba) (4,8 millones de toneladas), solo superado por la India;
- Fue el mayor productor mundial de caqui (3,0 millones de toneladas);
- Fue el mayor productor mundial de fresa (2,9 millones de toneladas);
- Fue el mayor productor mundial de té (2,6 millones de toneladas);
- Produjo 2,5 millones de toneladas de girasol;
- Fue el tercer productor mundial de limón (2,4 millones de toneladas), solo superado por India y México;
- Fue el mayor productor mundial de tabaco (2,2 millones de toneladas);
- Fue el octavo productor mundial de sorgo (2,1 millones de toneladas);
- Fue el mayor productor mundial de kiwi (2,0 millones de toneladas);
- Fue el mayor productor mundial de  castaño (1,9 millones de toneladas);
- Produjo 1,9 millones de toneladas de  taioba;
- Produjo 1,8 millones de toneladas de habas;
- Fue el tercer productor mundial de mijo (1,5 millones de toneladas), solo superado por India y Níger;
- Fue el octavo productor mundial de piña (1,5 millones de toneladas);
- Produjo 1,4 millones de toneladas de cebada;
- Fue el mayor productor mundial de trigo sarraceno (1,1 millones de toneladas);
- Fue el sexto productor mundial de avena (1 millón de toneladas);
- Fue el cuarto productor mundial de centeno (1 millón de toneladas), solo superado por Alemania, Polonia y Rusia;
- Produjo 1 millón de toneladas de  Árbol de sebo;

Además de producciones más pequeñas de otros productos agrícolas.
En ganadería, China fue, en 2019, el mayor productor mundial de carne de cerdo, con una producción de 42,5 millones de toneladas; el segundo productor mundial de carne de pollo, con una producción de 14,4 millones de toneladas; el tercer productor mundial de carne de vacuno, con una producción de 5,9 millones de toneladas; el quinto productor mundial de leche de vaca, con una producción de 32 mil millones de litros; el mayor productor mundial de miel, con una producción de 444,1 mil toneladas, entre otros.
China es el mayor productor y consumidor de productos agrícolas del mundo. Prácticamente toda la tierra cultivable se usa para cultivos destinados a la alimentación humana. China es el mayor productor mundial de arroz y se encuentra entre las principales fuentes de trigo, maíz, tabaco, soja, papa, sorgo, maní, té, mijo, cebada, semillas oleaginosas, carne de cerdo y pescado. Los principales cultivos no alimentarios, incluido el algodón, otras fibras y semillas oleaginosas, proporcionan a China una pequeña proporción de sus ingresos de comercio exterior. Las exportaciones agrícolas, como verduras y frutas, pescado y mariscos, cereales y productos cárnicos, se exportan a Hong Kong. China espera aumentar aún más la producción agrícola a través de mejoras en las semillas, fertilizantes y tecnología. Según las estadísticas del gobierno publicadas en 2005, desde el año 2000 la producción ha experimentado un aumento anual constante.
Según el Programa Mundial de Alimentos de las Naciones Unidas, en 2003, China alimentó al 20 por ciento de la población mundial con solo el 7 por ciento de las tierras cultivables del mundo. China ocupa el primer lugar a nivel mundial en producción agrícola y, como resultado de factores topográficos y climáticos, solo alrededor del 10-15 por ciento de la superficie total del país es apta para la agricultura. De esto, un poco más de la mitad es irrigada, y el resto se divide aproximadamente por igual entre los arrozales y las áreas de regadío. Sin embargo, alrededor del 60 por ciento de la población vive en las zonas rurales, y hasta la década de 1980 un alto porcentaje de ellos vivía directamente de la agricultura. Desde entonces, muchos han sido alentados a abandonar los campos y realizar otras actividades, en la industria ligera, el comercio y el transporte, por citar algunos ejemplos; y para mediados de la década de 1980, la agricultura representaba menos de la mitad del valor de la producción rural. Hoy en día, la agricultura contribuye con solo el 13% del PIB de China.

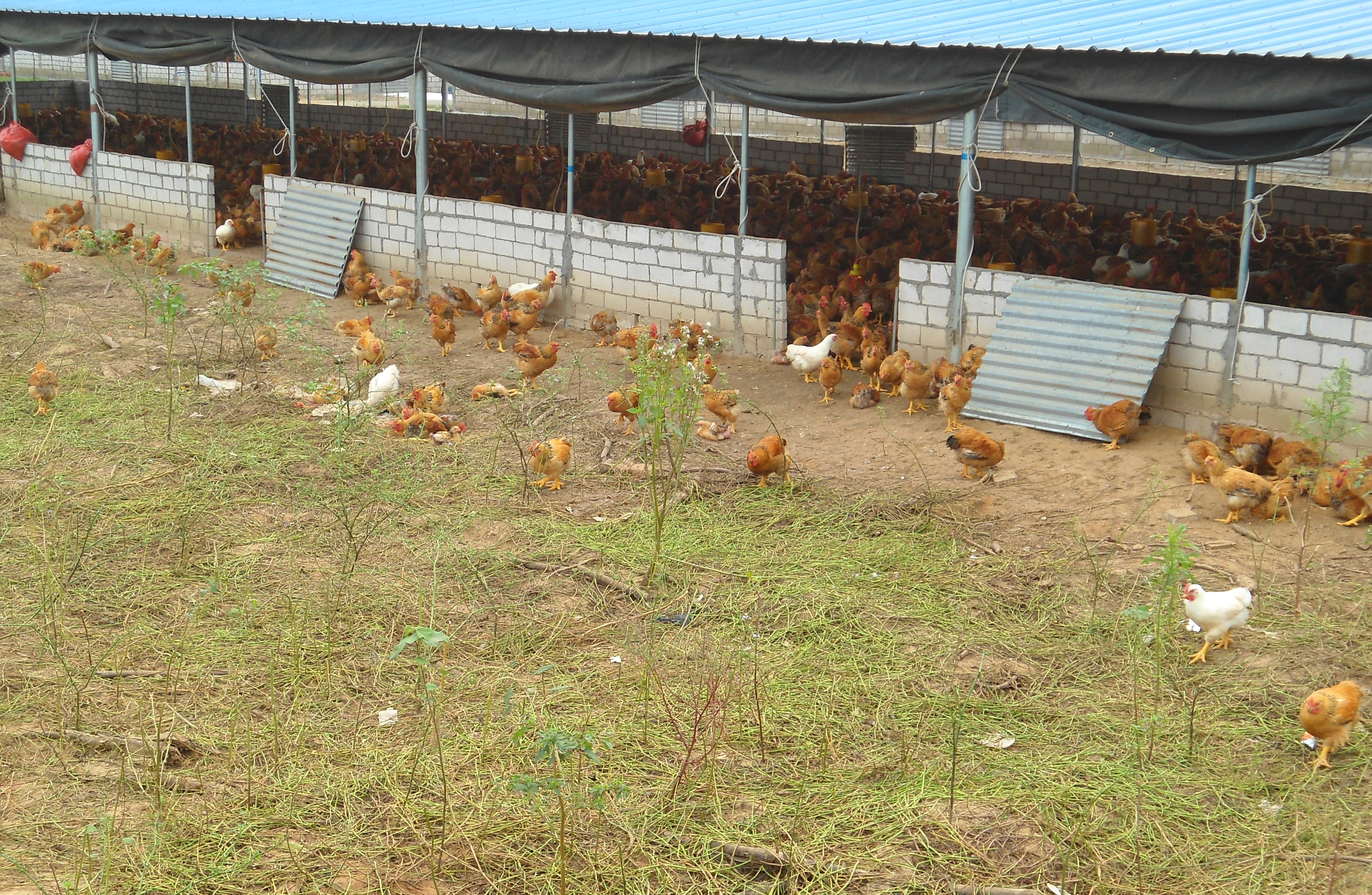
Ganadería avícola en Hainan

La cría de animales constituye la segunda actividad más importante del sector. China es el principal productor mundial de cerdos, pollos y huevos, y también tiene grandes rebaños de ovejas y ganado vacuno. Desde mediados de la década de 1970, se ha puesto mayor énfasis en aumentar la producción ganadera. China tiene una larga tradición de pesca oceánica y fluvial y de acuicultura. La captación de estanques siempre ha sido importante y ha ido cobrando protagonismo como forma de complementar las capturas costeras y continentales amenazadas por la sobrepesca y para proporcionar productos de exportación tan valiosos como los langostinos.
Problemas ambientales como inundaciones, sequías y la erosión plantean serias amenazas para la agricultura en muchas partes del país. El país cuenta actualmente con más de 2500 empresas de maquinaria agrícola, y la producción agrícola del país emplea generalmente máquinas de cultivo, teniendo una tasa de mecanización del 66 por ciento. Los bosques principales se encuentran en las montañas de Qin y las montañas centrales y en la meseta de Sichuan-Yunnan. Debido a que son inaccesibles, los bosques de Qinling no se explotan en su totalidad. Gran parte de la madera del país proviene de Heilongjiang, Jilin, Sichuán y Yunnan[cita requerida].

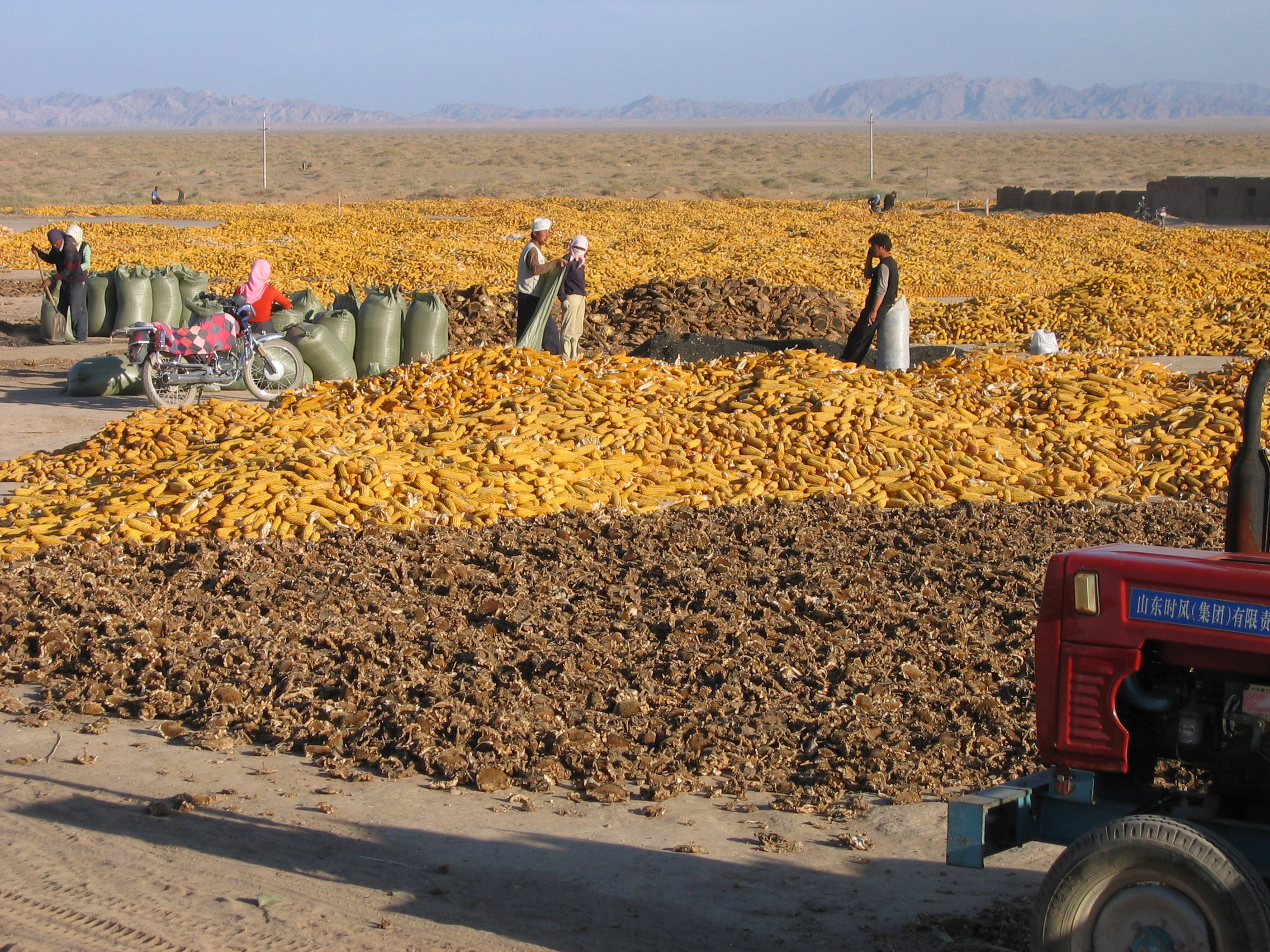
Cosecha de maíz y girasol

El oeste de China, que comprende el Tíbet, Xinjiang y Qinghai, tiene poca importancia agrícola a excepción de las áreas de floricultura y ganadería. El arroz, el cultivo más importante de China, es dominante en las provincias del sur y muchas de las granjas aquí rinden dos cosechas al año. En el norte, el trigo es de la mayor importancia, mientras que en el centro de China, el trigo y el arroz compiten entre sí por el primer puesto. El mijo y el kaoliang (una variedad de sorgo de grano) se cultivan principalmente en el noreste y algunas provincias centrales, que, junto con algunas áreas del norte, también proporcionan cantidades considerables de cebada. La mayor parte del cultivo de soja proviene del norte y el noreste; el maíz se cultiva en el centro y el norte, mientras que el té proviene principalmente de las zonas montañosas cálidas y húmedas del sur. El algodón se cultiva extensamente en las provincias centrales, pero también se encuentra en menor medida en el sureste y en el norte. El tabaco proviene del centro y partes del sur. Otros cultivos importantes son las papas, la remolacha azucarera y las semillas oleaginosas[cita requerida].

### Políticas gubernamentales en el medio agrario
En la última década, el gobierno ha estado fomentando la mecanización agrícola para aumentar los rendimientos y compensar la pérdida de trabajadores rurales que han emigrado a las ciudades. Según las estadísticas más recientes de la Organización de las Naciones Unidas para la Alimentación y la Agricultura, la tasa de crecimiento anual de la mecanización agrícola en China es del 6,38 por ciento. Para 2014, la tasa de mecanización integrada había aumentado a casi el 60 por ciento, con una producción de trigo que sobrepasaba el 90 por ciento y una producción de maíz cercana al 80 por ciento. Además del equipamiento agrícola estándar, como los tractores, las cooperativas agrícolas de China han comenzado a utilizar equipos de alta tecnología, incluidos vehículos aéreos no tripulados, que se utilizan para tratar los cultivos con pesticidas.
Durante el XIX Congreso Nacional del Partido Comunista de China fue presentada la nueva estrategia de desarrollo rural con el objetivo de mejorar el sector agrícola y elevar las condiciones de vida de los agricultores. El gobierno ha reconocido la brecha de desarrollo que existe entre lo urbano y lo rural y para ello ha fijado un plan de intervención con las siguientes fechas: para 2020 se deberá haber establecido un marco institucional y un plan político. Para 2035 se ha fijado como objetivo que todos los habitantes del medio rural puedan acceder a los mismos servicios que los habitantes de las ciudades como educación, sanidad e infraestructuras. Para 2050 se espera que la nueva estrategia haya alcanzado sus objetivos de desarrollo rural.

## Sector secundario

### Industria

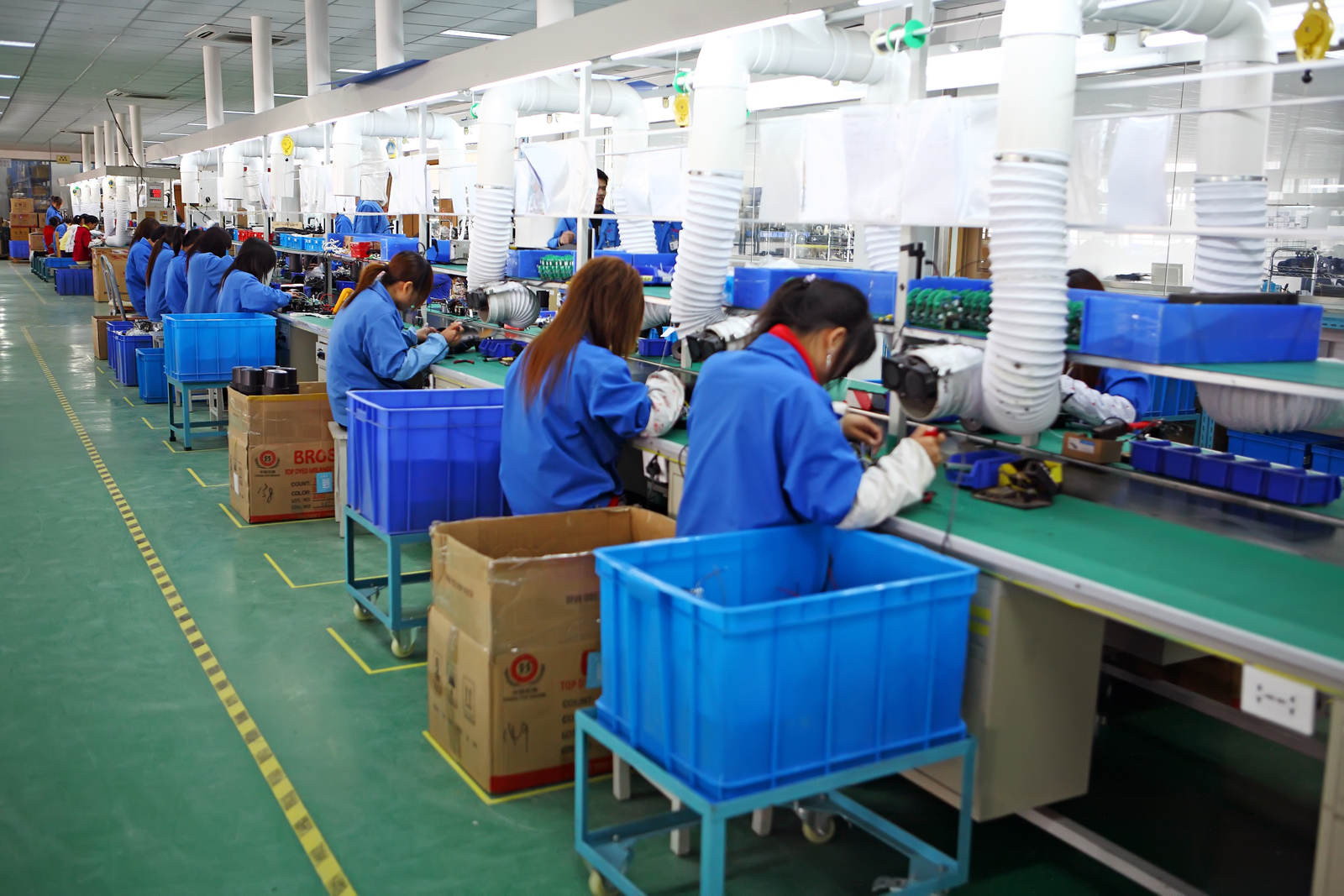
Línea de producción en Shanghái

El Banco Mundial enumera los principales países productores cada año, según el valor total de la producción. Según la lista de 2019, China tenía la industria más valiosa del mundo ($ 3.8 billones).
En general, China se ha convertido en el mayor productor mundial de cientos de productos. Algunos ejemplos: en 2019, China fue el mayor productor de  vehículos en el mundo (25,7 millones) y el mayor productor de acero (996,3 millones de toneladas). En 2016, produjo la mitad de los zapatos del mundo y fue, con mucho, el mayor exportador. En 2018 también fue el mayor productor mundial de cerveza y aceite de soja. El país también tiene la industria electrónica más grande del mundo. Desde productos textiles hasta juguetes o productos de plástico, la industria china utiliza productos altamente competitivos para exportar a todo el mundo. 
La industria y la construcción representan el 46,8% del PIB de China. Entre los años 2011 y 2013, China utilizó más cemento del que consumió Estados Unidos durante todo el siglo XX. En 2009, alrededor del 8% de la producción industrial total en el mundo provenía de China y ese año ocupó el tercer lugar mundial en producción industrial (el primero fue en la UE y el segundo en Estados Unidos). La investigación de IHS Global Insight indica que en 2010 China contribuyó con el 19,8% de la producción manufacturera mundial y se convirtió en el mayor fabricante del mundo ese año, después de que EE. UU. y mantuvo esa posición durante aproximadamente 110 años.
En noviembre de 2012, el Consejo de Estado de la República Popular de China ordenó una "evaluación del riesgo social" para todos los proyectos industriales importantes. Este requisito siguió a protestas públicas masivas en algunos lugares para proyectos o expansiones planificadas.
Las principales industrias incluyen el procesamiento de minerales; hierro y acero; aluminio; carbón; maquinaria; armamento; textiles y prendas de vestir; petróleo; cemento; químico; fertilizantes; procesamiento de alimentos; automóviles y otros equipos de transporte, incluidos vagones y locomotoras, barcos y aeronaves; productos de consumo, incluidos calzado, juguetes y productos electrónicos; telecomunicaciones y tecnología de la información. China se ha convertido en un destino preferido para la reubicación de instalaciones de fabricación globales. Su fortaleza como plataforma de exportación ha contribuido a los ingresos y el empleo en China.
Desde la fundación de la República Popular, se ha prestado considerable atención al desarrollo industrial; a partir de 2011, el 46% de la producción nacional de China siguió dedicada a la inversión; un porcentaje mucho más alto que cualquier otra nación. Entre las diversas ramas industriales, las industrias metalmecánica y de construcción de maquinaria han recibido la más alta prioridad. Estas dos áreas solas ahora representan alrededor del 20-30 por ciento del valor bruto total de la producción industrial. En estos, como en la mayoría de las otras áreas de la industria, sin embargo, la innovación en general ha sufrido a manos de un sistema que ha recompensado los aumentos en la producción bruta en lugar de mejoras en la variedad, sofisticación y calidad. China, por lo tanto, todavía importa cantidades significativas de aceros especializados. La producción industrial general ha crecido a una tasa promedio de más del 10 por ciento anual, superando a todos los demás sectores en cuanto al crecimiento económico y el grado de modernización. Algunas industrias y productos pesados que se consideran de importancia estratégica nacional siguen siendo propiedad del Estado, pero una proporción cada vez mayor de industrias ligeras y orientadas al consumidor son empresas privadas o empresas conjuntas privadas.

### Industria del acero

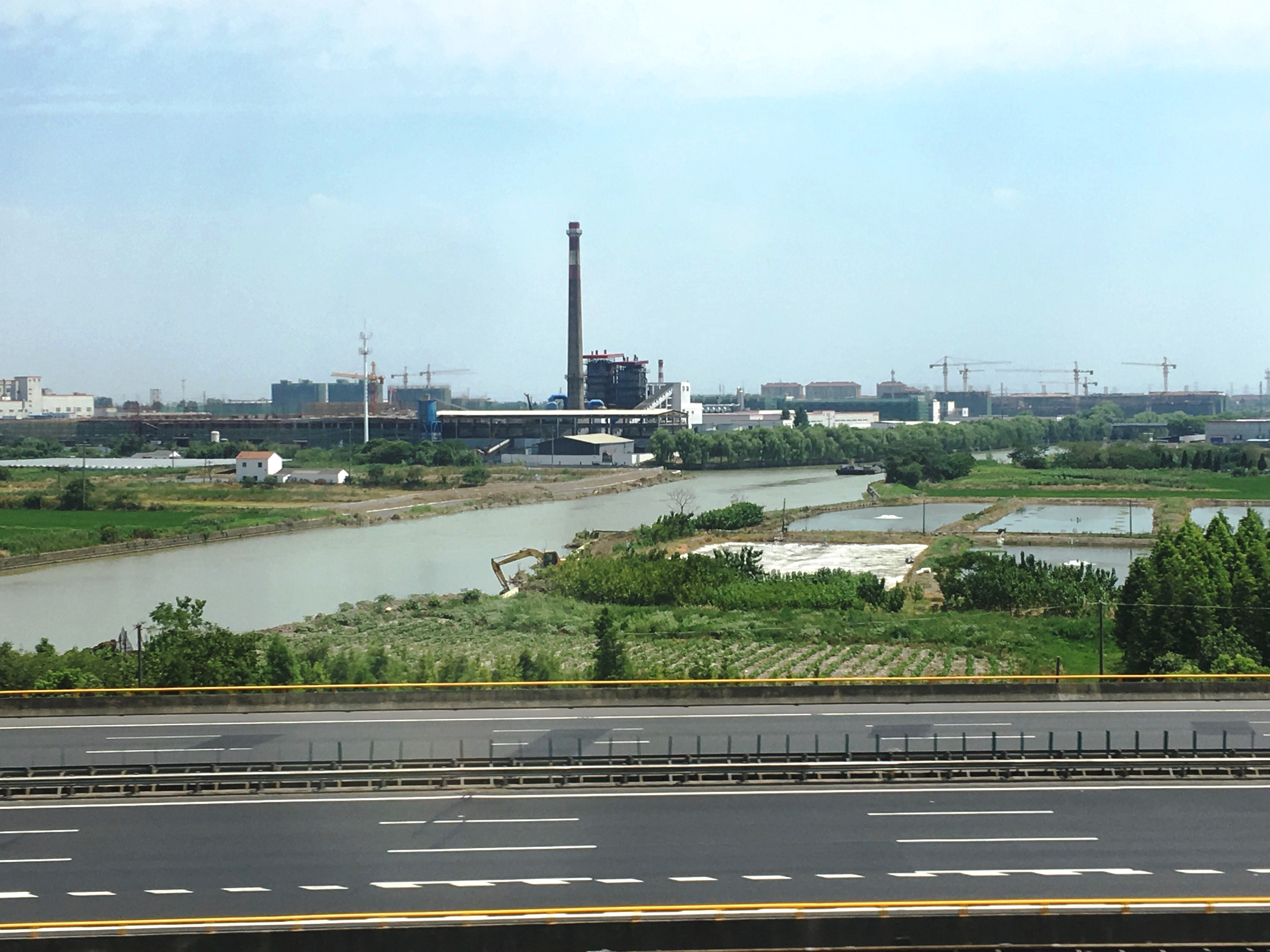
Industria del acero en Jiaxing

En 2012, China fue el mayor productor de acero en el mundo, produciendo el 45% del total, 683 millones de toneladas, un aumento del 9% con respecto a 2010. 6 de cada 10 productores de acero más grandes del mundo están en China. Las ganancias son bajas a pesar de la continua alta demanda debido a la alta deuda y la sobreproducción de productos de alta gama producidos con los equipos financiados por la alta deuda. El gobierno central es consciente de este problema, pero no existe una manera fácil de resolverlo, ya que los gobiernos locales apoyan firmemente la producción local de acero. Mientras tanto, cada empresa aumenta agresivamente la producción. La producción de mineral de hierro se mantuvo a la par de la producción de acero a principios de la década de 1990, pero pronto fue superada por el mineral de hierro importado y otros metales a principios de la década de 2000. La producción de acero, estimada en 140 millones de toneladas en el año 2000, aumentó a 419 millones de toneladas en 2006. Gran parte de la producción de acero del país proviene de un gran número de centros de producción en pequeña escala, uno de los más grandes es Anshan en Liaoning[cita requerida].
China fue el principal exportador de acero del mundo en 2008. Los volúmenes de exportación en 2008 fueron de 59,23 millones de toneladas, un 5,5% menos que el año anterior. El declive puso fin al crecimiento de las exportaciones de acero de China, que duró una década. A partir de 2012, las exportaciones de acero se enfrentaron a impuestos antidumping generalizados y no habían vuelto a los niveles previos a 2008. La demanda interna se mantuvo fuerte, particularmente en el oeste del país, que ha experimentado un notable desarrollo, donde la producción de acero en Xinjiang se estaba expandiendo.
El 26 de abril de 2012, el regulador bancario de China emitió una advertencia de cautela con respecto a prestar dinero a compañías siderúrgicas que, como las ganancias de la fabricación y venta de acero han disminuido, algunas veces han usado dinero prestado con fines especulativos. Según la Asociación China del Hierro y el Acero, la industria siderúrgica china perdió 1 mil millones de Rmb en el primer trimestre de 2012, su primera pérdida desde 2000.
China recortó 45 millones de toneladas de capacidad de producción de acero en 2016 y 250 millones de toneladas de carbón en 2016. El Ministerio de Industria e Información publicó el 12 de agosto de 2016 un proyecto de nueva reglamentación y aplicación de normas más estrictas para resolver el problema de sobreproducción de acero, carbón, cemento, vidrio y aluminio: se aplicará una "política de crédito diferencial" a las empresas que pueden reestructurarse, mientras que las empresas que no se ajusten a los planes se verán privadas de financiación.

### Industria del automóvil

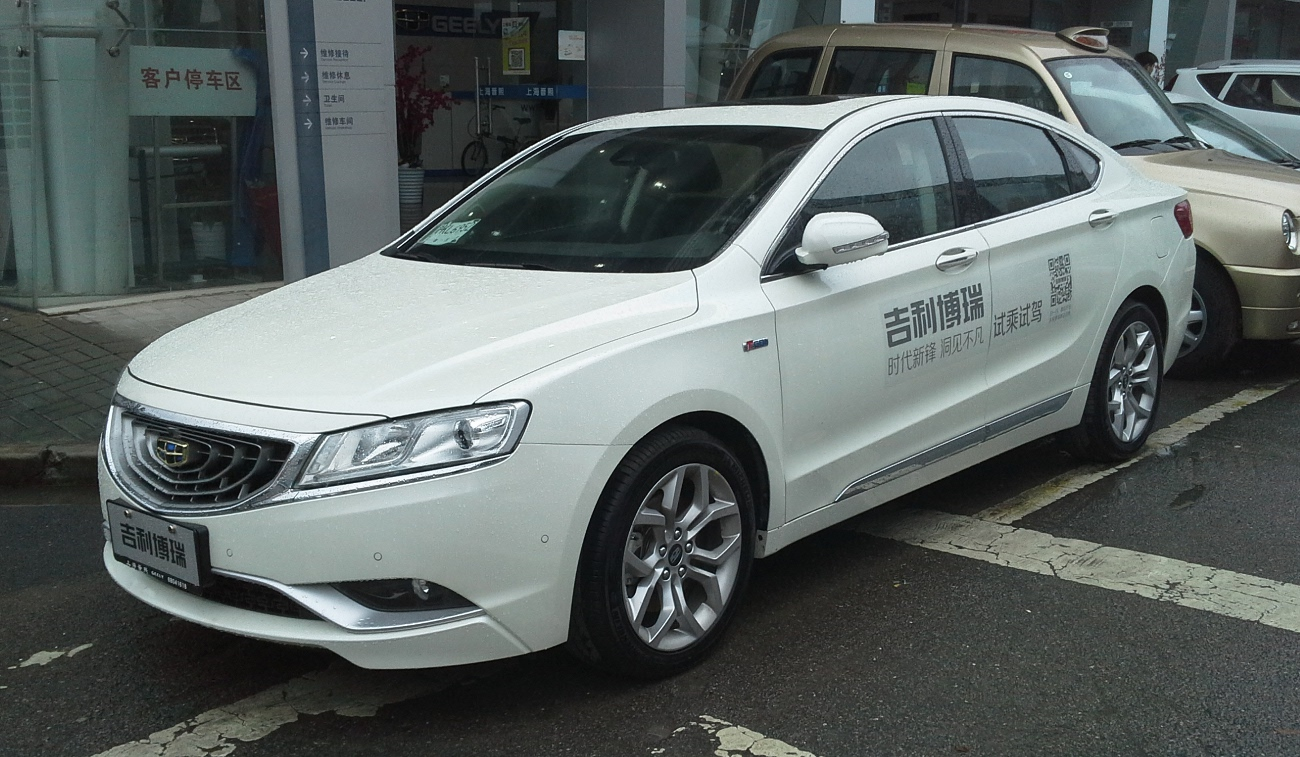
Automóvil de fabricación china, el Geely GC9

En 2006, China se convirtió en el tercer fabricante mundial de vehículos automotores (después de EE. UU. Y Japón) y el segundo consumidor más grande (solo después de los EE. UU.). La fabricación de automóviles se ha disparado durante el período de la reforma. En 1975, solo se produjeron 139.800 automóviles al año, pero en 1985 la producción había llegado a 443.377, luego aumentó a casi 1,1 millones en 1992 y aumentó de manera bastante uniforme cada año hasta 2001, cuando alcanzó los 2,3 millones. En 2002 la producción aumentó a casi 3.25 millones y luego saltó a 4.44 millones en 2003, 5.07 millones en 2004, 5.71 millones en 2005, 7.28 millones en 2006, 8.88 millones en 2007, 9.35 millones en 2008 y 13.83 millones en 2009. China se ha convertido el fabricante de automóviles número uno en el mundo en 2009. Las ventas nacionales han seguido el ritmo de la producción. Después de respetables aumentos anuales a mediados y finales de la década de 1990, las ventas de automóviles se dispararon a principios de la década de 2000. En 2006, se vendieron un total de 7.22 millones de automóviles, incluyendo 5.18 millones de unidades de automóviles y 2.04 millones de unidades de vehículos comerciales[cita requerida].
En 2010, China se convirtió en el mayor fabricante de vehículos automotores del mundo y en el mayor consumidor por delante de EUA o Estados Unidos, con aproximadamente 18 millones de automóviles nuevos vendidos. Sin embargo, las ventas de automóviles nuevos crecieron solo en un 1% estimado entre 2011 y 2012 debido a la escalada en la disputa de las Islas Spratly, que involucró a Japón, el tercer productor mundial de vehículos.
La industria automotriz de China comenzó a exportar piezas de automóviles en 1999. China comenzó a planificar grandes movimientos en el negocio de exportación de automóviles y componentes a partir de 2005. Una nueva planta de Honda en Guangzhou se construyó en 2004 únicamente para el mercado de exportación con capacidad de despachar 30 000 vehículos de pasajeros anuales a Europa desde el 2005 en adelante. Para el 2004, 12 de los principales fabricantes de automóviles extranjeros tenían plantas de joint-venture en China. Produjeron una amplia gama de automóviles, minivans, vehículos utilitarios deportivos, autobuses y camiones. En 2003, China exportó vehículos y componentes por valor de 4.700 millones de dólares estadounidenses. La exportación de vehículos fue de 78.000 unidades en 2004, 173.000 unidades en 2005 y 340.000 unidades en 2006. La exportación de vehículos y componentes superó los 70 mil millones de dólares en 2010[cita requerida].
El gobierno chino anunció el objetivo de 5 millones de vehículos eléctricos e híbridos en circulación para el año 2020. Para lograr este objetivo, las autoridades ya han realizado una inversión de 54 mil millones de dólares en la década de 2000-2010 para desarrollar la tecnología baterías de vehículos eléctricos, y se comprometen a invertir otros 10 mil millones adicionales para desarrollar la infraestructura de carga para 2020.

### Otras industrias

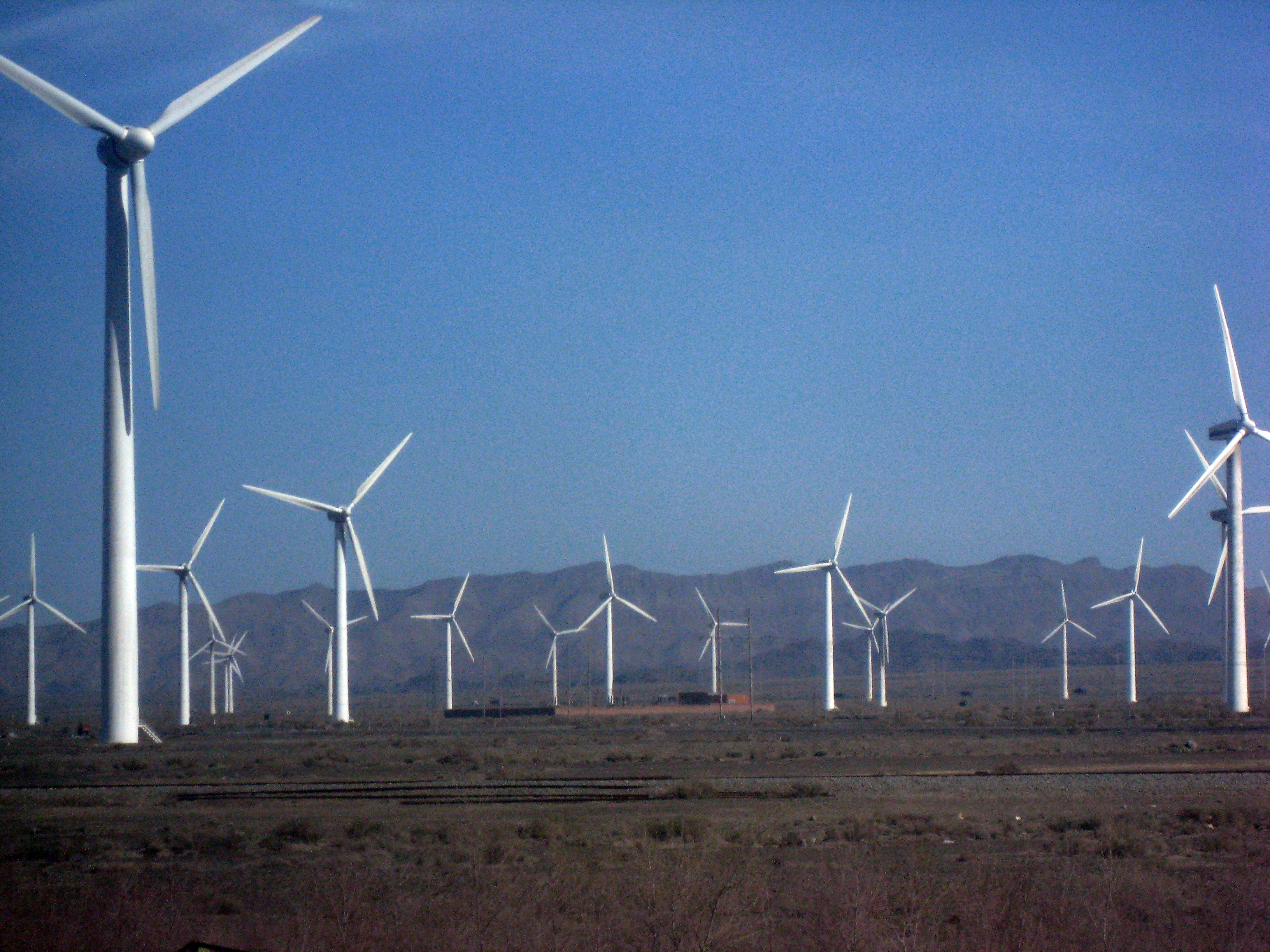
Aerogeneradores en Xinjiang

Se realizaron importantes inversiones en la fabricación de paneles solares y generadores eólicos por parte de varias empresas, respaldadas por préstamos liberales de bancos y gobiernos locales. Sin embargo, para 2012 la capacidad de fabricación había superado con creces la demanda interna y mundial de ambos productos, en particular los paneles solares, que fueron objeto de sanciones antidumping tanto por los Estados Unidos como por Europa. La sobreoferta global ha provocado recortes de producción tanto dentro como fuera de China. China ha presupuestado 50 mil millones de dólares para subsidiar la producción de energía solar durante las dos décadas posteriores a 2015 pero, incluso a un precio muy reducido como resultado del exceso de oferta, a partir de 2012 el costo de la energía solar en China sigue siendo tres veces mayor que la energía no renovable.
China es el mayor productor mundial de juguetes sexuales y representa el 70% de la producción mundial total. Hay más de 1000 fabricantes activos en esta industria, que en conjunto generan alrededor de dos mil millones de dólares al año.
Desde 2011, China es el mayor mercado mundial de computadoras personales.

### Energía

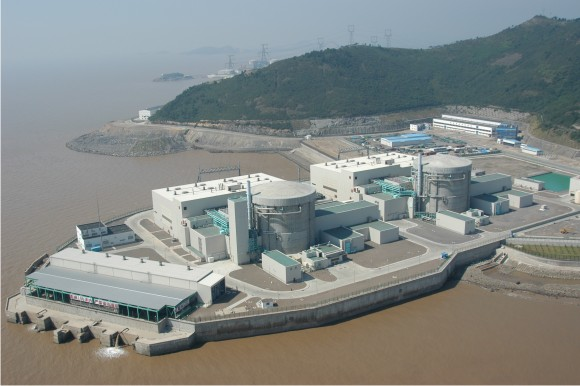
Planta de energía nuclear en Zhejiang

En energías no renovables, en 2020, el país fue el sexto productor mundial de petróleo, extrayendo 3,88 millones de barriles / día. En 2019, el país consumió 14 millones de barriles / día (segundo mayor consumidor del mundo). El país fue el mayor importador de petróleo del mundo en 2018 (8,4 millones de barriles / día). En 2016, China fue el sexto productor mundial de gas natural, 138,4 mil millones de m³ por año. En la producción de carbón, el país fue el más grande del mundo en 2018: 3.500 millones de toneladas. A pesar de esto, el país también es el mayor importador de carbón del mundo: en 2018, fueron 281 millones toneladas, principalmente de Indonesia y Australia.  Además, China es el tercer país con más  plantas atómicas en su territorio. , solo detrás de EE. UU. y Francia: en 2019 había 49 plantas con una capacidad instalada de 46,5 GW.
En energías renovables, en 2020, China fue el mayor productor de energía eólica del mundo, con 281,9 GW de potencia instalada; el mayor productor de energía solar del mundo, con 254,3 GW de potencia instalada; y en 2014 fue el mayor productor de energía hidroeléctrica en el mundo, con una capacidad instalada de 311 GW.
Desde 1980, la producción de energía de China ha crecido de manera significativa. Alrededor del 80 por ciento de toda la energía se genera a partir de combustibles fósiles en plantas térmicas, con alrededor del 17 por ciento en instalaciones hidroeléctricas; solo alrededor del dos por ciento proviene de la energía nuclear, principalmente de plantas ubicadas en Guangdong y Zhejiang. Aunque China tiene un rico potencial energético, todavía no ha alcanzado su máximo potencial de producción. Además, la distribución geográfica de la energía aleja a la mayoría de estos recursos de sus principales usuarios industriales. Básicamente, el noreste es rico en carbón y petróleo, la parte central del norte de China tiene abundante carbón y el suroeste tiene un inmenso potencial hidroeléctrico. Pero las regiones industrializadas alrededor de Guangzhou y la región del Bajo Yangtze alrededor de Shanghái tienen muy poca energía, mientras que hay relativamente poca industria pesada localizada cerca de las principales áreas de recursos energéticos que no sean en la parte sur del noreste[cita requerida].
Debido en gran parte a las preocupaciones ambientales, el país ha querido reducir la dependencia del carbón, que representa el 70-75% de la producción energética hacia una mayor dependencia del petróleo, gas natural, energía renovable y nuclear. China ha cerrado miles de minas de carbón en la última década para reducir la sobreproducción. Según las estadísticas chinas, esto ha reducido la producción de carbón en más del 25%.
Desde 1993, China ha sido un importador neto de petróleo, gran parte del cual proviene de Próximo Oriente. El petróleo importado representa el 20% del crudo procesado en China. Hay un interés en diversificar las fuentes de sus importaciones de petróleo y ha invertido en yacimientos petrolíferos en todo el mundo. Está desarrollando importaciones de petróleo de Asia Central y el país ha invertido en yacimientos petrolíferos de Kazajistán. Beijing también planea aumentar la producción de gas natural de China, que actualmente representa solo el 3% del consumo total de energía de China e incorporó una estrategia de gas natural en su décimo plan quinquenal (2001-2005), con el objetivo de expandir el uso de gas desde un 2% de la participación en la producción total de energía hasta el 4% para 2005 (el gas representa el 25% de la producción de energía en los Estados Unidos)[cita requerida].
El XI Programa Quinquenal (2006-10), anunciado en 2005 y aprobado por el Congreso Nacional del Pueblo en marzo de 2006, solicitó mayores medidas de conservación de energía, incluido el desarrollo de fuentes de energía renovables y una mayor atención a la protección ambiental. Las directrices pedían una reducción del 20 por ciento en el consumo de energía por unidad de PIB para 2010. Alejarse del carbón hacia fuentes de energía más limpias, incluyendo petróleo, gas natural, energía renovable y energía nuclear es un componente importante del programa de desarrollo de China. Beijing también tiene la intención de seguir mejorando la eficiencia energética y promover el uso de tecnología de carbón limpio. China tiene abundantes recursos hidroeléctricos; la presa de las Tres Gargantas, por ejemplo, tiene una capacidad instalada de 22 500 MW. Además, se prevé que la participación de la electricidad generada por energía nuclear aumentará del 1% en 2000 al 5% en 2030. La ley de energía renovable de China, que entró en vigor en 2006, exige que el 10% de su energía provenga de energía renovable hacia 2020.

#### Carbón

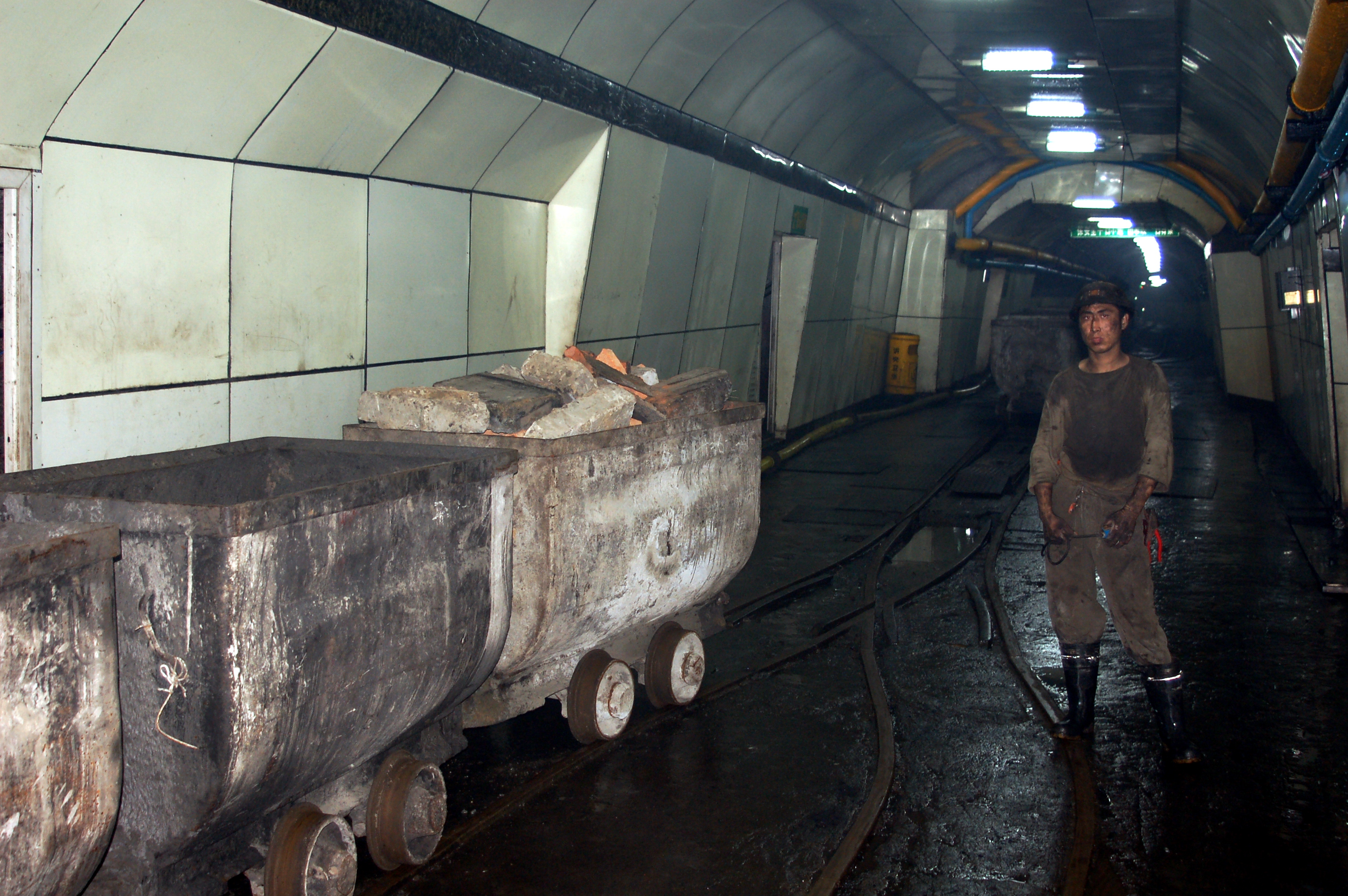
Minero de carbón en Xingtái

China posee importantes reservas minerales, de las cuales la más importante es el carbón. Los recursos minerales de China incluyen además grandes reservas mineral de hierro y de casi todos los demás minerales industriales. Aunque los depósitos de carbón están muy dispersos (se encuentra algo de carbón en cada provincia), la mayor parte se encuentran al norte del país. La provincia de Shanxi, de hecho, se cree que contiene aproximadamente la mitad del total; otras provincias importantes que contienen carbón incluyen Heilongjiang, Liaoning, Jilin, Hebei y Shandong. Además de estas provincias del norte, hay cantidades importantes de carbón en Sichuan, y hay algunos depósitos de importancia en Guangdong, Guangxi, Yunnan y Guizhou. Una gran parte de las reservas del país se compone de buen carbón bituminoso, pero también hay grandes depósitos de lignito. La antracita está presente en varios lugares (especialmente Liaoning, Guizhou y Henan), pero en general no es muy significativa.
Para garantizar una distribución más uniforme de los suministros de carbón y reducir la presión sobre una red de transporte todavía inadecuada, las autoridades presionaron para que se desarrollara un gran número de pequeñas minas de alcance local por todo el país. Esta campaña fue enérgicamente perseguida después de la década de 1960, con el resultado de que se han establecido miles de pequeños pozos y producen más de la mitad del carbón del país. Sin embargo, esta salida suele ser costosa y se usa para el consumo local. También ha llevado a una implementación menos que estricta de las medidas de seguridad en estas minas no reguladas, que causan varios miles de muertes cada año.

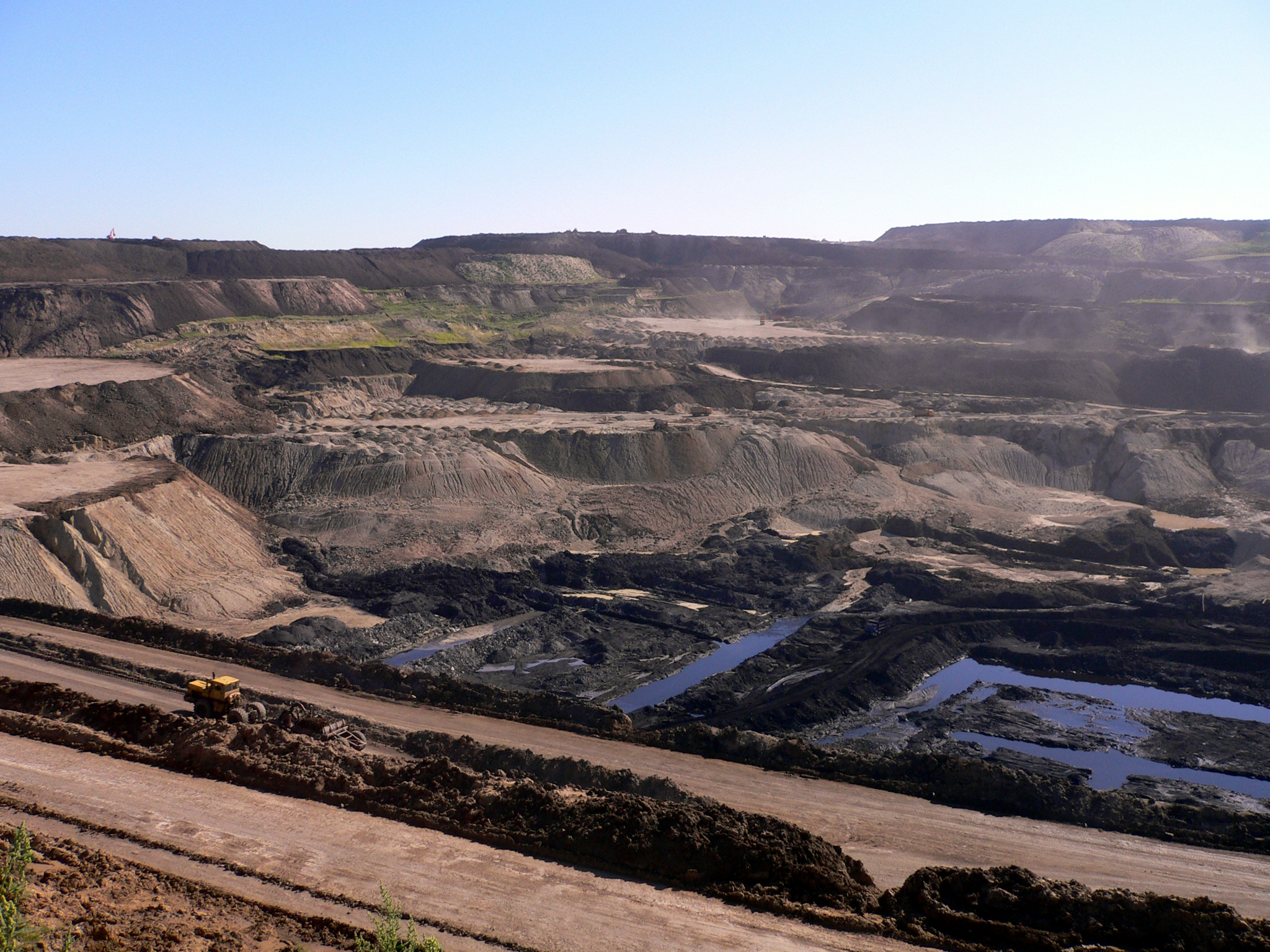
Mina de carbón en Hailar

El carbón representa la mayor parte del consumo de energía de China (el 70% en 2005), y China es el mayor productor y consumidor de carbón en el mundo. A medida que la economía de China continúa en expansión, se prevé que la demanda de carbón de China aumente significativamente. Aunque la participación del carbón en el consumo total de energía de China disminuirá, el consumo de carbón seguirá aumentando en términos absolutos mientras se desarrollan otras alternativas. La creciente dependencia de China del carbón como fuente de energía ha contribuido significativamente a poner a China en el camino de convertirse en el mayor emisor mundial de dióxido de azufre causante de la lluvia ácida y gases de efecto invernadero, incluido el dióxido de carbono.
La caída de los precios del carbón en 2015 provocó despidos en las minas de carbón en el noreste.

#### Petróleo y gas natural

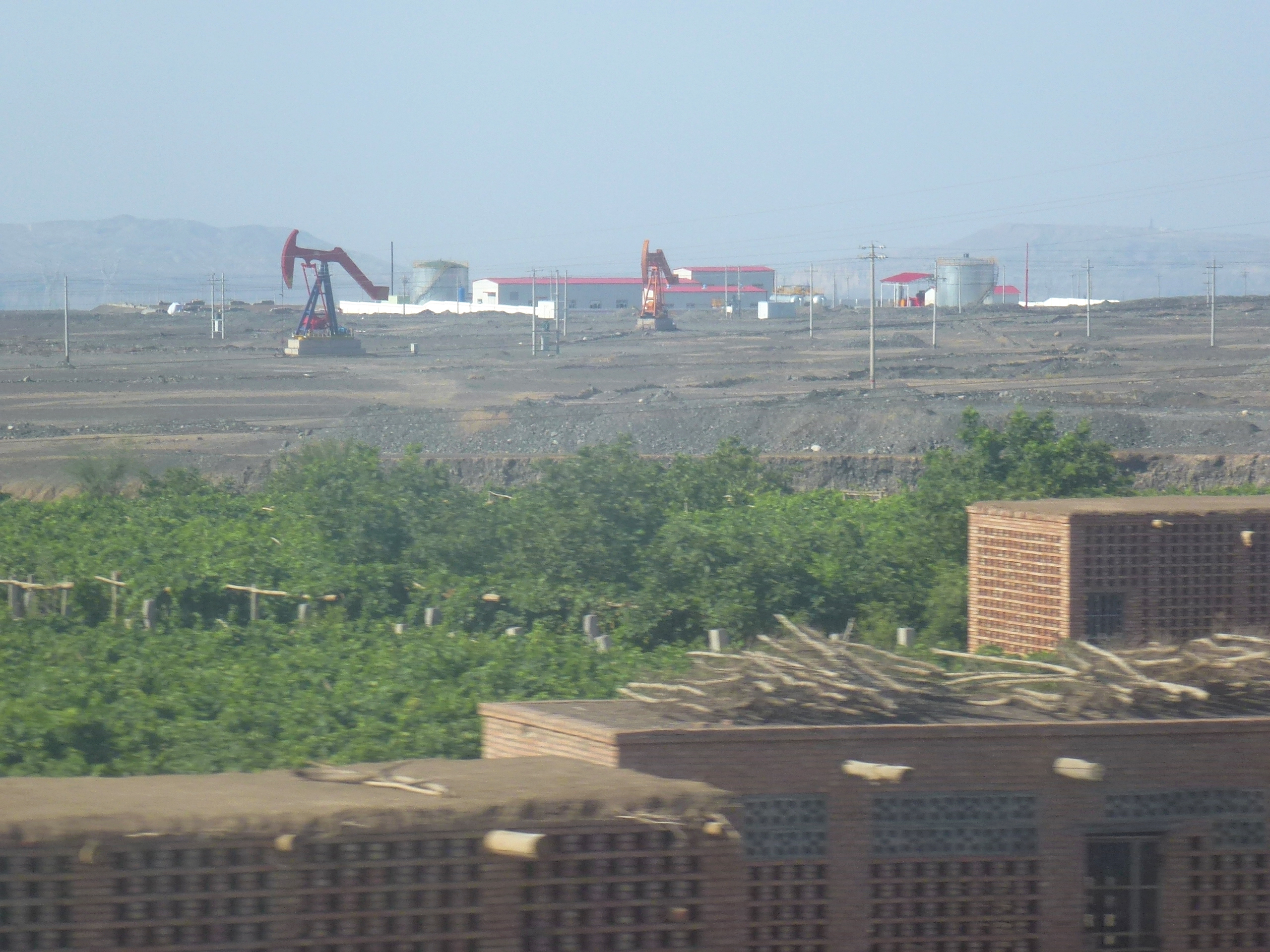
Bombas de varilla para la extracción de petróleo en Sinkiang

Los recursos petrolíferos en tierra de China se encuentran principalmente en el noreste y en las provincias de Xinjiang, Gansu, Qinghai, Sichuan, Shandong y Henan. La lutita bituminosa se encuentra en varios lugares, especialmente en Fushun en Liaoning, donde los depósitos se encuentran en las reservas de carbón, así como en Guangdong. Se ha encontrado petróleo liviano de alta calidad en el estuario del río de las Perlas en el Mar de China Meridional, la Cuenca de Qaidam en Qinghai y la Cuenca de Tarim en Xinjiang. El país consume la mayor parte de su producción de petróleo, pero exporta petróleo crudo y productos derivados del petróleo. China ha explorado y desarrollado yacimientos de petróleo en el Mar Meridional de China y el Mar Oriental de China, el Mar Amarillo, el Golfo de Tonkin y el Mar de Bohai.
En 2013, el ritmo del crecimiento económico de China excedió la capacidad nacional de producción de petróleo y a mediados de ese mismo año las inundaciones dañaron los campos petrolíferos de la nación. En consecuencia, China importó petróleo para compensar la reducción de la oferta y superó a los EE. UU. en septiembre de 2013 para convertirse en el mayor importador mundial de petróleo.
Se desconoce la extensión total de las reservas de gas natural de China, ya que todavía no se ha explotado de manera extensiva. Sichuán representa casi la mitad de las reservas y la producción de gas natural conocidas. La mayor parte del resto es gas asociado producido en los principales yacimientos petrolíferos del noreste, especialmente en el campo petrolero Daqing. Se han encontrado otros depósitos de gas en la Cuenca de Qaidam, Hebei, Jiangsu, Shanghái y Zhejiang, y en el litoral al suroeste de la isla de Hainan. Según un artículo publicado en Energy Economics en 2011 por los economistas Mete Feridun (Universidad de Greenwich) y Abdul Jalil (Universidad de Wuhan en China), el desarrollo financiero ha conducido a disminución de la contaminación ambiental. Los autores concluyen que las emisiones de carbono están determinadas principalmente por los ingresos, el consumo de energía y la apertura comercial, y sus hallazgos confirman la existencia de una curva de Kuznets ambiental en el caso de este país.

#### Recursos hidroeléctricos

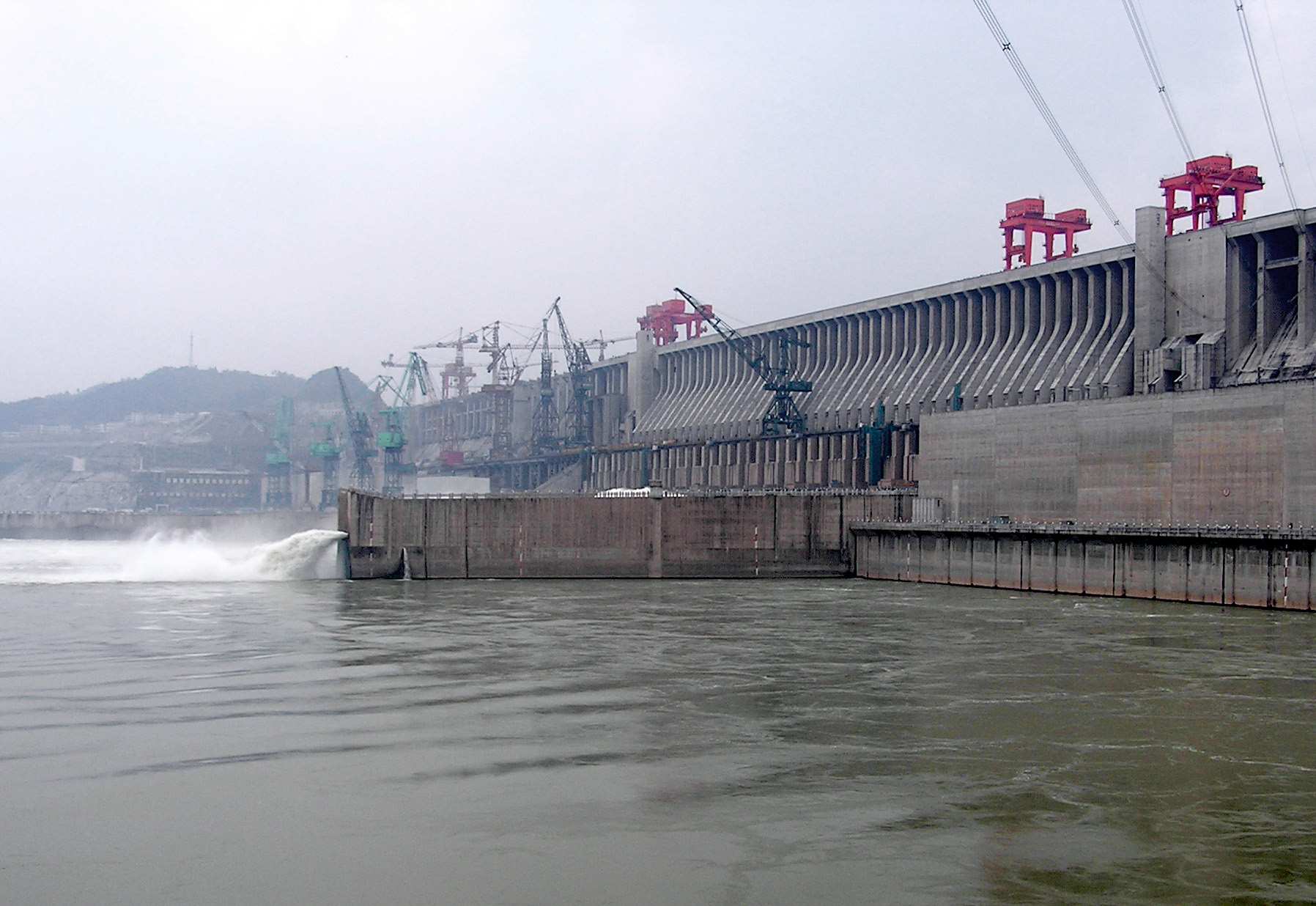
Presa de las Tres Gargantas en el río Yangtsé

China tiene un gran potencial para la producción de energía hidroeléctrica debido a su considerable red fluvial y terreno montañosos. La mayor parte de la capacidad hidroeléctrica total se encuentra en el suroeste del país, donde el suministro de carbón es deficiente pero donde la demanda de energía está aumentando rápidamente. El potencial en el noreste es bastante pequeño, pero fue allí donde las primeras centrales hidroeléctricas fueron construidas por los japoneses durante su ocupación de Manchuria. Debido a las considerables fluctuaciones estacionales de las precipitaciones, el flujo de los ríos tiende a disminuir durante el invierno, obligando a muchas centrales a operar a una capacidad inferior a la normal, mientras que en el verano, por otra parte, las inundaciones a menudo interfieren con la generación. Tras trece años de construcción a un costo de 24 mil millones de dólares, la inmensa presa de las Tres Gargantas al otro lado del río Yangtsé se completó esencialmente en 2006 y comenzó a operar en 2012.

### Minería
En minería, en 2019, el país fue el mayor productor mundial de oro; 3.er productor mundial de cobre; 3.er productor mundial de plata; el mayor productor mundial de azufre; el mayor productor mundial de fosfato; el mayor productor mundial de molibdeno; el mayor productor mundial de plomo; el mayor productor mundial de zinc; el mayor productor mundial de vanadio; el mayor productor mundial de estaño; el mayor productor mundial de titanio; el mayor productor mundial de antimonio; Segundo productor mundial de bauxita; 3.er productor mundial de mineral de hierro; Sexto productor mundial de manganeso; Séptimo productor mundial de níquel; Décimo productor mundial de cobalto; además de ser el mayor productor mundial de  sal. Fue el octavo productor mundial de uranio en 2018. Además, es el mayor productor mundial de jade y uno de los productores mundiales de topacio, turmalina, peridoto y diamante. 
Pese al aumento de la producción debido en parte gracias a la modernización de los procesos y equipos mineros, la rápida industrialización de China requiere importaciones de minerales del exterior. En particular, las importaciones de mineral de hierro de Australia y los Estados Unidos se han disparado a principios de la década de 2000, ya que la producción de acero superó rápidamente la producción nacional de mineral de hierro. También China se ha vuelto cada vez más activa en varios países africanos para explotar las reservas que requiere para el crecimiento económico, especialmente en países como la República Democrática del Congo y Gabón.
Las principales áreas de producción en 2004 fueron carbón (casi 2 mil millones de toneladas), mineral de hierro (310 millones de toneladas), petróleo crudo (175 millones de toneladas), gas natural (41 millones de metros cúbicos), mineral de antimonio (110,000 toneladas), concentrados de estaño (110,000 toneladas), mineral de níquel (64,000 toneladas), concentrados de tungsteno (67,000 toneladas), sal sin refinar (37 millones de toneladas), vanadio (40,000 toneladas) y mineral de molibdeno (29,000 toneladas). En orden de magnitud, los minerales producidos fueron bauxita, yeso, barita, magnesita, talco y minerales relacionados, mineral de manganeso, espato flúor y zinc. Además, China produjo 2.450 toneladas de plata y 215 toneladas de oro en 2004. El sector minero representó menos del 0,9% del empleo total en 2002, pero produjo alrededor del 5,3% de la producción industrial total[cita requerida].

### Metales y no metales
Las reservas de mineral de hierro se encuentran en la mayoría de las provincias, incluida Hainan. Las provincias de Gansu, Guizhou, Sichuan meridional y Guangdong tienen abundantes depósitos. Las mayores reservas minadas se encuentran al norte del río Yangtsé y abastecen a las empresas siderúrgicas vecinas. Con la excepción del níquel, el cromo y el cobalto, China está bien provista de ferroaleaciones y manganeso. Las reservas de tungsteno también son bastante grandes. Los recursos de cobre son moderados, y el mineral de alta calidad solo está presente en algunos depósitos. El plomo y el zinc están disponibles, y se cree que los recursos de bauxita son abundantes. Las reservas de antimonio de China son las más grandes del mundo. Los recursos de estaño son abundantes e importantes reservas de oro. China es el quinto mayor productor mundial de oro y, a principios del siglo XXI, se convirtió en un importante productor y exportador de metales raros necesarios para las industrias de alta tecnología[cita requerida].
China también produce una amplia gama de minerales no metálicos. Uno de los más importantes es la sal, que se deriva de sitios de evaporación costera en Jiangsu, Hebei, Shandong y Liaoning, así como de extensos campos de sal en Sichuan, Ningxia y la Cuenca de Qaidam. Hay depósitos importantes de roca de fosfato en varias áreas; Jiangxi, Guangxi, Yunnan y Hubei. La producción se ha estado acelerando cada año. A partir de 2013, China está produciendo 97,000,000 de toneladas métricas de roca de fosfato por año. Las piritas están presentes en varios lugares; Liaoning, Hebei, Shandong y Shanxi tienen los depósitos más importantes. China también posee grandes recursos de fluorita (espato flúor), yeso y amianto, y posee las reservas y la producción de cemento, clínker y piedra caliza más grandes del mundo.

## Sector terciario

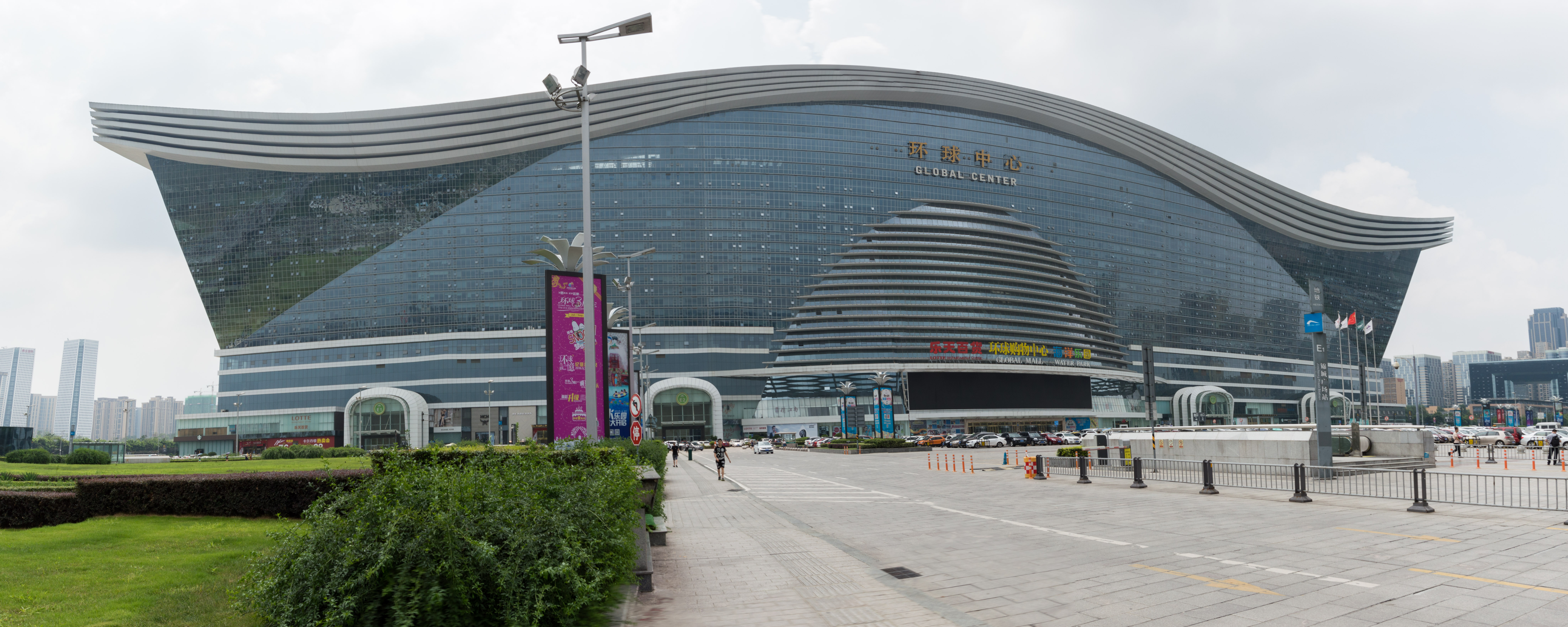
New Century Global Center, en Chengdu

Desde 2010, China ocupa el tercer lugar en el mundo en el sector servicios, después de los Estados Unidos y Japón, y la alta densidad de telecomunicaciones y de alta potencia ha asegurado que el país se mantenga en una trayectoria de alto crecimiento en el largo plazo. En 2010, el sector de servicios produjo el 43% del PIB anual de China, solo superado por las manufacturas. Sin embargo, su proporción del PIB sigue siendo baja en comparación con la proporción en los países más desarrollados, y el sector agrícola todavía emplea una fuerza de trabajo más grande[cita requerida].
Antes del inicio de las reformas económicas en 1978, el sector de servicios de China se caracterizaba por tiendas estatales, racionamiento y precios regulados; con la reforma llegaron los mercados privados, los empresarios individuales y un sector comercial. El comercio mayorista y minorista se ha expandido rápidamente, con numerosos centros comerciales, tiendas, cadenas de restaurantes y hoteles construidos en áreas urbanas. La administración pública sigue siendo un componente principal del sector de los servicios, mientras que el turismo se ha convertido en un factor importante en el empleo y una fuente de divisas.
Chengdu, China, posee edificios singulares como el New Century Global Centre, con 100 metros de altura, 500 m de largo y 400 m ancho, alberga tiendas, un cine de 14 salas, oficinas, hoteles, el parque acuático Paradise Island, una playa artificial, una pantalla led de 150 m, pista de patinaje, barco pirata, una recreación de una aldea mediterránea, sol artificial las 24 horas y 15 000 plazas de párking.

### Telecomunicaciones
China posee un sistema de comunicaciones diversificado que conecta todas las partes del país por Internet, teléfono, telégrafo, radio y televisión.
El número de usuarios de Internet o cibernautas de China superó los 137 millones hacia fines de 2006, un aumento del 23,4% respecto del año anterior y 162 millones hacia junio de 2007, lo que convierte a China en el segundo usuario de Internet después de Estados Unidos, según Ministerio de Industria de la Información de China (MII). La tasa de penetración de teléfonos móviles de China fue del 34% en 2007. En 2006, los usuarios de teléfonos móviles enviaron 429 mil millones de mensajes de texto (en promedio, 967 mensajes de texto por usuario). Para 2006, el número de líneas fijas aumentó en un 79%, principalmente en las zonas rurales.

### Turismo

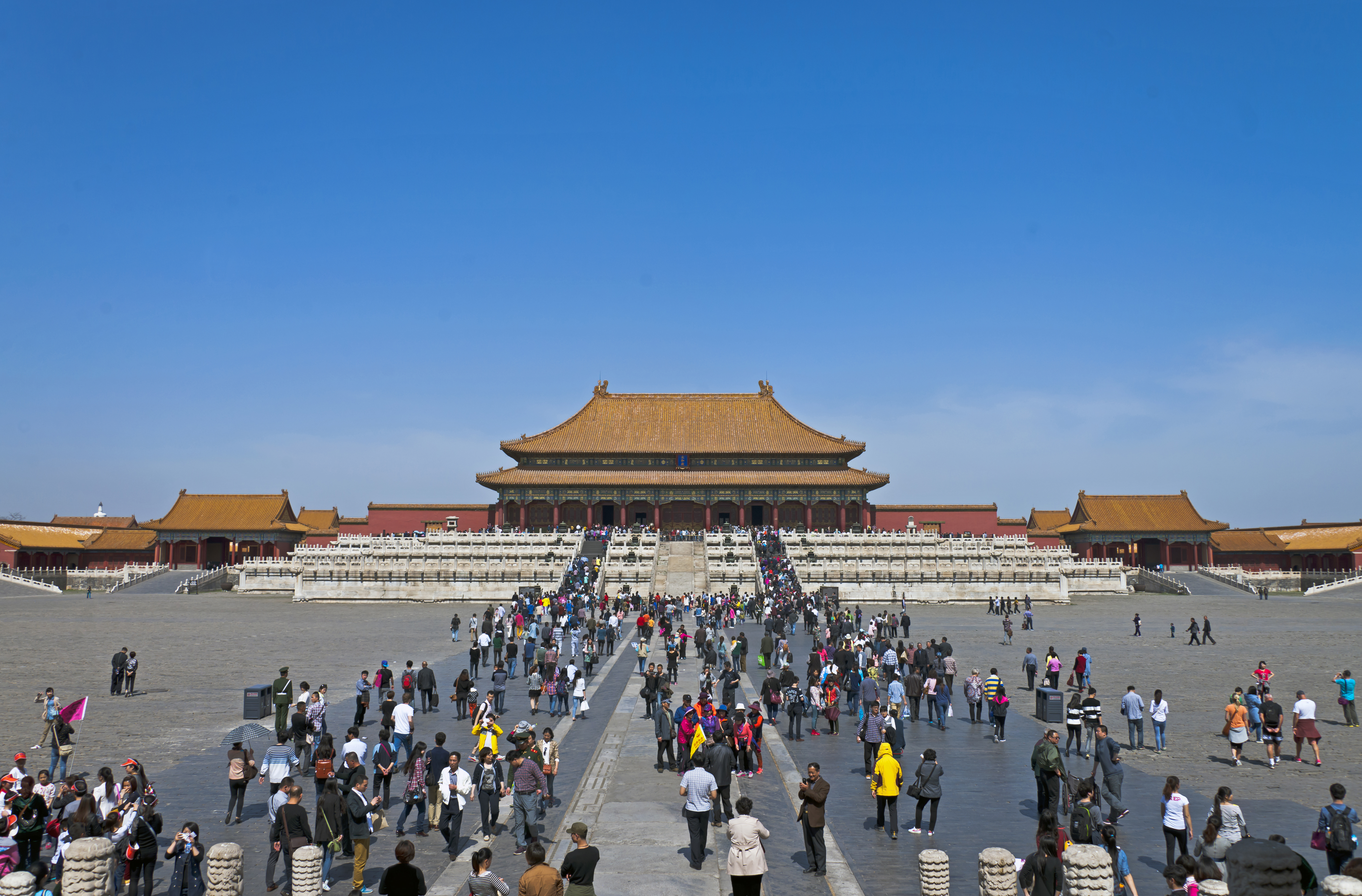
Ciudad Prohibida en Pekín

En 2018, China fue el cuarto país más visitado del mundo, con 62,9 millones de turistas internacionales, solo superado por España, Francia y Estados Unidos, ganando Italia por poco. Los ingresos por turismo este año fueron de U$ 40,3 mil millones.
La industria turística de China es una de las actividades económicas de más rápido crecimiento en la economía nacional y también es una de las industrias con mayor ventaja competitiva global. Según el Consejo Mundial de Viajes y Turismo, los viajes y el turismo aportaron directamente 16 mil millones de dólares a la economía china (alrededor del 2,6% del PIB). En 2011, el total de llegadas de turistas internacionales fue de 58 millones, y los ingresos por turismo internacional fueron de 48 mil millones de dólares[cita requerida].
El turismo nacional representa más del 90% del tráfico turístico del país y contribuye con más del 70% de los ingresos totales del sector. En 2002, los turistas nacionales llegaron a 878 millones y los ingresos por turismo fueron de 46.9 mil millones de dólares. Una clase media emergente con un fuerte poder de consumo está cobrando protagonismo en China, especialmente en las ciudades principales. Los turistas de China que salieron del país llegaron a 20.22 millones en 2003, superando a Japón por primera vez[cita requerida].
La Organización Mundial del Turismo prevé que la industria turística de China asuma hasta el 8,6% de la cuota de mercado mundial para convertirse en la principal industria turística del mundo para 2020[cita requerida].
China superó en 2014 a los EE. UU. en el gasto por viajes de negocios. Según un estudio de Global Business Travel Association, el gasto total en viajes de negocios llegó a 195 mil millones de dólares en 2012.

### China en el contexto internacional
Seguiremos participando plenamente en la globalización económica y apoyando al régimen comercial multilateral. Ampliaremos el acceso a la inversión extranjera, facilitaremos esa inversión para promover una competencia justa y abierta, y crear un sólido entorno empresarial. Aceleraremos asimismo las negociaciones de acuerdos de libre comercio y tratados de inversión con los países pertinentes, y el desarrollo de zonas piloto de libre comercio en China. Mientras realizamos de manera ordenada una reforma del tipo de cambio basada en el mercado, y la apertura del mercado nacional de capital, continuaremos los esfuerzos para convertir el yuan en una moneda internacional e internacionalizar el sector financiero de China.
Xi Jinping durante la cumbre anual del G20 en septiembre de 2016

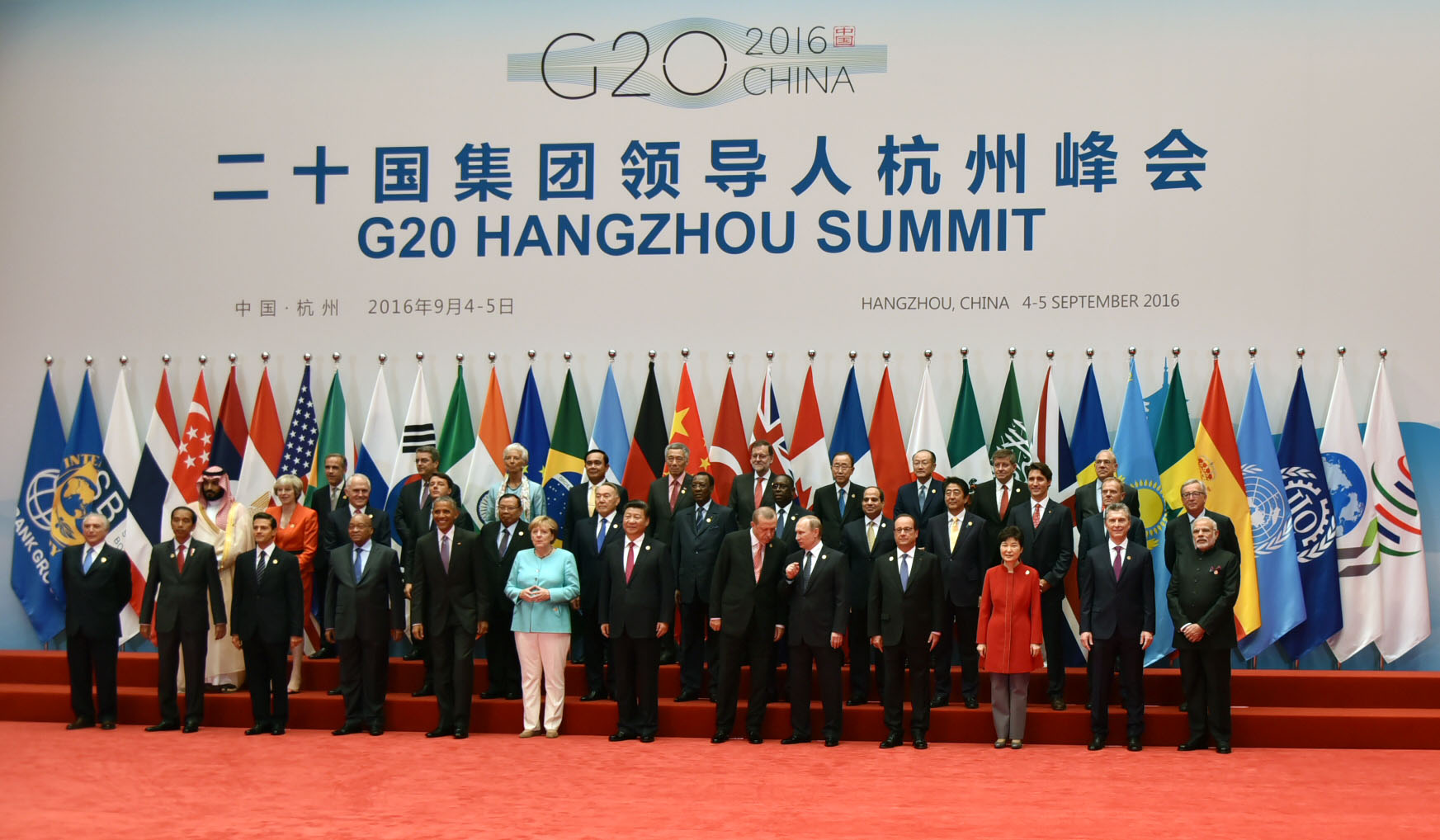
Xi Jinping en la Cumbre del G-20 de Hangzhou, 2016

Debido a su impresionante peso demográfico dentro del planeta y al incremento de sus principales ratios económicos, China está llamada a ser la primera potencia económica mundial en los próximos años. Sin embargo, es necesario contextualizar ese liderazgo económico: así como en las otras grandes potencias actuales (especialmente las occidentales, como Estados Unidos y la Unión Europea) existe una correlación clara entre variables económicas absolutas (PIB) y relativas (renta per cápita) en el caso de China esto no es así. Aunque haya experimentado un aumento del 485% de su renta per cápita en la última década (pasando de 930$ en el año 2000 a 5.445$ en el año 2010), su riqueza se encuentra muy desigualmente repartida, generando grandes brechas sociales y mermando la competitividad media por habitante. Por tanto, su ascenso económico se apoya de momento en su ingente cantidad de habitantes (la quinta parte del planeta) al igual que otro país con características demográficas similares, como la India. A pesar de ello, es necesario recalcar que China mejora constantemente indicadores macroeconómicos relevantes como el índice de competitividad global, generado por el Foro Económico Mundial, el porcentaje de usuarios con acceso a Internet o incluso, el promedio de días para montar una empresa. La siguiente tabla muestra un resumen de la situación:
| Indicador                               | Valor                                               | Posición en el mundo                                         | Incremento                                                                            |
| --------------------------------------- | --------------------------------------------------- | ------------------------------------------------------------ | ------------------------------------------------------------------------------------- |
| producto interior bruto (nominal)       | 5.815.501.800.000 $ Fuente: Banco Mundial (2010)    | Países más ricos del mundo por PIB Puesto 2.º                | 1.198.480.293.888 $ en 2000 (incr: 508,9%) Fuente: Ficha de China en Banco Mundial    |
| Superficie                              | 9.600.000 km² Fuente: Banco Mundial (2010)          | Países más extensos del mundo Puesto 4.º                     | 9.596.960 km² en 2008 (incr: 0%) Fuente: Ficha de China en Banco Mundial              |
| Población                               | 1.344.130.050 personas Fuente: Banco Mundial (2011) | Países más poblados del mundo Puesto 1.º                     | 1.262.644.992 personas en 2000 (incr: 6,5%) Fuente: Ficha de China en Banco Mundial   |
| Emisiones de CO2                        | 5,8 toneladas Fuente: Banco Mundial (2009)          | Países con mayores emisiones de CO2 Puesto 60.º              | 2642 toneladas en 2000 (incr: 119,5%) Fuente: Ficha de China en Banco Mundial         |
| Renta per cápita                        | 5.445 $ Fuente: Banco Mundial (2011)                | Países con mayor Renta Per Cápita Puesto 57.º                | 930 $ en 2000 (incr: 485,5%) Fuente: Ficha de China en Banco Mundial                  |
| Tasa de natalidad                       | 1,6 personas Fuente: Banco Mundial (2012)           | Países con mayor natalidad (niños por mujer) Puesto 144.º    | 1888 personas en 2000 (incr: -15,3%) Fuente: Ficha de China en Banco Mundial          |
| Crecimiento económico                   | 9,1 % Fuente: Banco Mundial (2011)                  | Economías de mayor crecimiento Puesto 9.º                    | 8,4 % en 2000 (incr: 8,3%) Fuente: Ficha de China en Banco Mundial                    |
| % usuarios Internet                     | 38,4 % Fuente: Banco Mundial (2011)                 | Países con mayor tasa de usuarios de Internet Puesto 88.º    | 1,78 % en 2000 (incr: 2057,3%) Fuente: Ficha de China en Banco Mundial                |
| Promedio de días para crear una empresa | 38 días Fuente: Banco Mundial (2011)                | Países más rápidos para montar una empresa Puesto 39         | 48 días en 2003 (incr: -20,8%) Fuente: Ficha de China en Banco Mundial                |
| Consumo de energía por habitante        | 1.598 kilogramos Fuente: Banco Mundial (2008)       | Países con mayor consumo de energía por habitante Puesto 65  | 875,07 kilogramos en 2000 (incr: 82,6%) Fuente: Ficha de China en Banco Mundial       |
| Terreno dedicado a agricultura          | 56,2 % Fuente: Banco Mundial (2009)                 | Países con más terreno dedicado a la agricultura Puesto 52.º | 58,82 % en 2000 (incr: -4,5%) Fuente: Ficha de China en Banco Mundial                 |
| Potencia eléctrica consumida            | 2.944 kilowatios-hora Fuente: Banco Mundial (2010)  | Países con más potencia eléctrica consumida Puesto 36        | 992,73 kilovatios-hora en 2000 (incr: 196,6%) Fuente: Ficha de China en Banco Mundial |
| Superficie forestal                     | 2.068.610 km² Fuente: Banco Mundial (2010)          | Países con mayor superficie forestal Puesto 5.º              | 1.770.010 km² en 2000 (incr: 16,9%) Fuente: Ficha de China en Banco Mundial           |
| Carreteras pavimentadas                 | 54 % Fuente: Banco Mundial (2008)                   | Países con más carreteras pavimentadas Puesto 38             | 78,34 % en 2002 (incr: -31,1%) Fuente: Ficha de China en Banco Mundial                |
| Índice de Competitividad Global         | 4,828 Fuente: Foro Económico Mundial (2013)         | Países más competitivos Puesto 29                            | 4,24 en 2007 (incr: 13,9%) Fuente: Ficha de China en Foro Económico Mundial           |

Las principales iniciativas económicas chinas a nivel internacional establecen tres grandes objetivos: (I) Implantar un modelo económico alternativo de economía global frente al liderazgo de Occidente, especialmente de EE. UU.; (II) favorecer la integración económica de Eurasia y del eje Indo-Pacífico para reordenar a largo plazo la estructura de la economía mundial; y (III) consolidar un nuevo orden en Asia, con el liderazgo de China.

## Comercio exterior

### Importaciones
Se presentan a continuación las mercancías de mayor peso en las importaciones de China para el período 2010-hasta mayo de 2015. Las cifras están expresadas en dólares estadounidenses valor FOB.

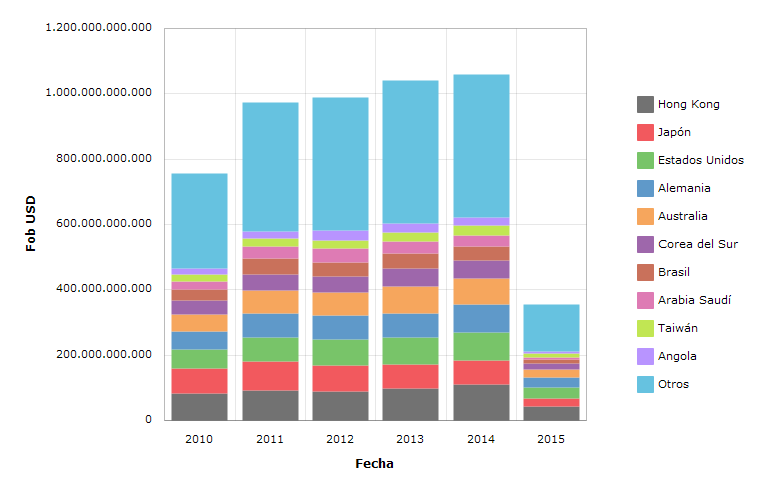
Importaciones de China del periodo 2010-hasta mayo de 2015 expresadas en USD valor FOB. [http://trade.nosis.com/es/Comex/Importacion-Exportacion/China/Todas-las-posiciones-arancelarias/CN/00 Fuente

| Fecha Mercadería por capítulo arancelario | 2010            | 2011            | 2012            | 2013              | 2014              | enero-mayo de 2015 |
| --- | --------------- | --------------- | --------------- | ----------------- | ----------------- | ------------------ |
| 27 - combustibles minerales, aceites minerales y productos de su destilación; materias bituminosas; ceras minerales                                                                                  | 151.212.349.782 | 220.191.436.630 | 249.131.285.600 | 251.691.311.886   | 244.217.695.683   | 61.964.632.120     |
| 26 - minerales metalíferos, escorias y cenizas | 102.376.919.446 | 140.061.860.312 | 122.182.477.510 | 133.222.591.673   | 119.132.059.368   | 35.498.558.880     |
| 84 - calderas, máquinas, aparatos y artefactos mecánicos; partes de estas máquinas o aparatos | 85.470.475.339  | 105.729.689.939 | 90.494.776.573  | 91.161.234.011    | 95.699.412.167    | 35.087.106.067     |
| 85 - máquinas, aparatos y material eléctrico, y sus partes | 72.458.850.865  | 80.063.434.245  | 81.328.743.648  | 93.442.330.379    | 108.191.080.997   | 42.259.892.382     |
| 87 - vehículos automóviles, tractores, velocípedos y demás vehículos terrestres, sus partes y accesorios                                                                                             | 47.421.414.059  | 62.573.191.702  | 66.692.406.986  | 69.672.119.403    | 83.117.552.561    | 26.315.038.407     |
| 29 - productos químicos orgánicos | 33.683.620.957  | 43.014.493.601  | 42.439.291.734  | 45.023.912.478    | 39.980.652.259    | 13.872.918.909     |
| 39 - plásticos y sus manufacturas | 29.927.282.112  | 33.791.477.475  | 36.015.643.977  | 39.863.566.008    | 42.417.278.140    | 15.953.298.471     |
| 12 - semillas y frutos oleaginosos; semillas y frutos diversos; plantas industriales o medicinales; paja y forrajes                                                                                  | 25.103.853.029  | 30.223.589.214  | 35.606.358.624  | 40.347.514.543    | 43.141.487.957    | 13.700.371.190     |
| 90 - instrumentos y aparatos de óptica, fotografía o cinematografía, de medida, control o precisión; instrumentos y aparatos medicoquirurgicos; partes y accesorios de estos instrumentos o aparatos | 26.134.704.443  | 31.648.493.283  | 34.055.689.307  | 36.948.644.205    | 38.815.627.802    | 14.395.499.965     |
| 74 - cobre y sus manufacturas | 26.789.650.939  | 32.897.057.320  | 30.101.003.781  | 29.867.319.417    | 26.879.132.814    | 9.138.212.877      |
| Demás capítulos | 154.019.865.167 | 194.531.608.363 | 201.901.590.281 | 210.641.064.556   | 219.008.678.443   | 87.042.885.912     |
| Total | 754.598.986.138 | 974.726.332.084 | 989.949.268.021 | 1.041.881.608.559 | 1.060.600.658.191 | 355.228.415.180    |

### Exportaciones
Se presentan a continuación los principales socios comerciales de China para el periodo 2010-hasta mayo de 2015. La mayoría de sus importadores están en Asia salvo Estados Unidos, Alemania y el Reino Unido. Las cifras expresadas son en dólares estadounidenses valor FOB.

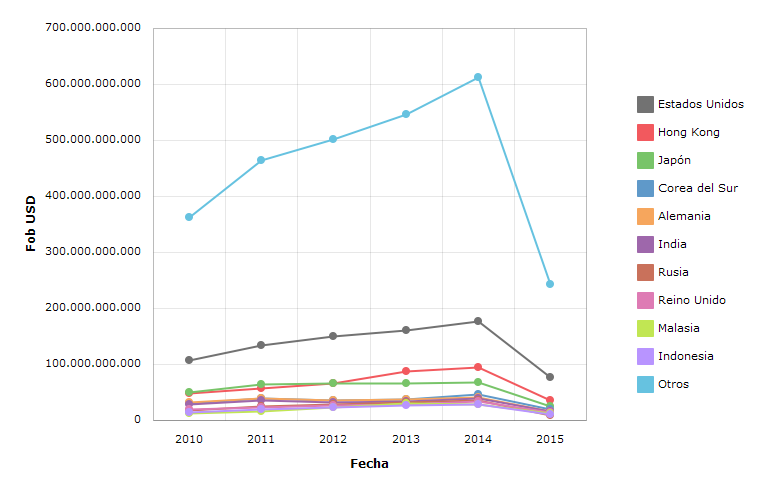
Exportaciones de China del periodo 2010-hasta mayo de 2015 expresadas en USD valor FOB. [http://trade.nosis.com/es/Comex/Importacion-Exportacion/China/Todas-las-posiciones-arancelarias/CN/00 Fuente

| Fecha País importador | 2010            | 2011            | 2012            | 2013              | 2014              | enero-mayo de 2015 |
| --------------------- | --------------- | --------------- | --------------- | ----------------- | ----------------- | ------------------ |
| Estados Unidos        | 106.348.307.227 | 133.535.142.469 | 149.347.336.830 | 160.136.435.782   | 177.298.341.341   | 76.931.398.999     |
| Hong Kong             | 48.232.055.333  | 56.481.619.841  | 66.031.395.415  | 86.918.180.114    | 94.210.364.131    | 36.356.945.548     |
| Japón                 | 49.732.025.165  | 64.736.609.864  | 65.342.756.225  | 66.001.670.564    | 68.051.161.093    | 25.425.564.275     |
| Corea del Sur         | 29.932.515.066  | 38.425.232.232  | 35.910.653.835  | 38.286.508.531    | 45.904.714.317    | 18.817.944.339     |
| Alemania              | 31.466.614.939  | 38.986.093.517  | 35.828.610.394  | 36.959.275.310    | 40.253.914.724    | 15.279.009.891     |
| India                 | 27.787.038.774  | 34.915.512.243  | 32.750.470.047  | 34.323.256.238    | 39.133.881.996    | 16.349.207.187     |
| Rusia                 | 18.050.399.426  | 25.351.344.413  | 28.283.887.295  | 32.504.156.073    | 35.647.153.458    | 8.328.682.685      |
| Reino Unido           | 19.483.817.212  | 23.934.090.054  | 26.434.691.152  | 29.315.257.978    | 34.530.809.388    | 13.861.690.160     |
| Malasia               | 12.590.091.571  | 16.224.330.379  | 23.365.245.837  | 29.832.151.457    | 28.381.843.398    | 12.372.348.828     |
| Indonesia             | 14.146.140.668  | 18.952.078.752  | 23.752.543.709  | 25.957.595.032    | 28.021.926.105    | 11.247.414.436     |
| Resto del mundo       | 361.684.806.074 | 463.938.908.150 | 500.923.551.289 | 547.244.444.044   | 612.370.106.055   | 242.649.212.841    |
| Total                 | 719.453.811.455 | 915.480.961.914 | 987.971.142.028 | 1.087.478.931.123 | 1.203.804.216.006 | 477.619.419.189    |